# Verstedelijking van Spijkenisse
| Jaar | Inwonersaantal |
| ---- | -------------- |
| 1940 | 2506           |
| 1953 | 3000           |
| 1955 | 3125           |
| 1958 | 3562           |
| 1960 | 5500           |
| 1963 | 10.000         |
| 1965 | 15.000         |
| 1967 | 20.000         |
| 1970 | 25.000         |
| 1975 | 30.000         |
| 1980 | 40.000         |
| 1982 | 50.000         |
| 1985 | 60.000         |
| 1992 | 70.000         |
| 2019 | 71.830         |

Met de verstedelijking van Spijkenisse wordt gedoeld op de periode in de geschiedenis van Spijkenisse waarin sprake was van een forse groei (1950-1990), gevolgd door drie decennia waarin het oorspronkelijke dorp een meer stadse uitstraling kreeg.

## Situatie in 1950

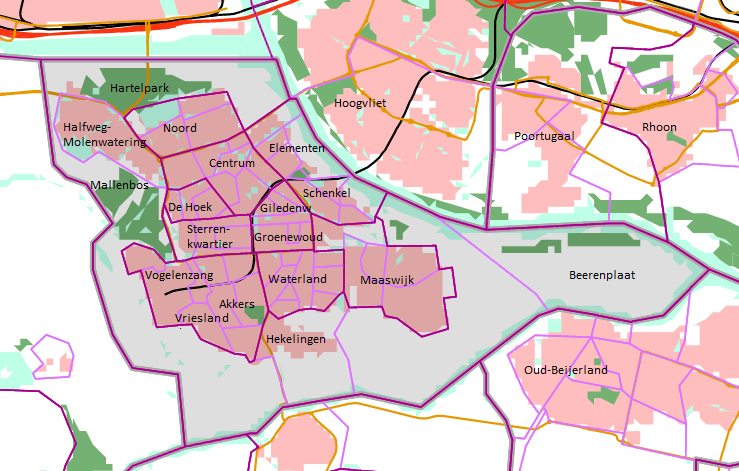
Wijken in Spijkenisse (2009)

De bevolking bestond rond het midden van de twintigste eeuw vooral uit boeren, ambachtslieden, fabrieksarbeiders en winkeliers die generaties lang afkomstig waren uit de directe nabijheid van Spijkenisse. De fabrieksarbeiders werkten zowel in Spijkenisser fabrieken, als over de Spijkenisserbrug in de industrie van Pernis. Fabrieksarbeiders van buiten Spijkenisse die in Spijkenisse werkten, wilden ook in Spijkenisse wonen. Daarvoor werden al voor de Tweede Wereldoorlog nieuwe buurten gebouwd (onder andere de Laning, Parallelweg en de Kooiweide (de straten tussen de Groene Kruisstraat en de Breestraat)).

## Wereldkampioen bouwen
Rond 1950 werd de woningnood nijpender. Niet alleen in Spijkenisse zelf, maar door de komst van meer industrie en havens op het Rotterdamse grondgebied, ook in Rotterdam. Rotterdam had zelf geen ruimte om voldoende nieuwe huizen in de buurt van deze nieuwe werkgelegenheid te bouwen, terwijl Spijkenisse daar dichtbij lag en zo op het oog land genoeg had. Spijkenisse werd "wereldkampioen bouwen" om aan deze woningnood een eind te maken en zou in de tweede helft van de 20e eeuw uitgroeien tot de grootste plaats op Voorne-Putten.

### Bouwen in 1950-1976
| Bouw nieuwe wijken |
| --- |
| Ligging en omvang: Wijken en buurten in Spijkenisse jaren 20 Laning & Parallelweg 1925-1935 Karel Doormanstraat (Kerkweg) jaren 30 Kooiweide (Groene Kruisstraat-Breestraat) 1952-1953 Molenwei 1956-1958 Vogelbuurt 1956-1958 Zeeheldenbuurt 1958-1960 Schiekamp 1958-1965 Hoogwerf 1960-1962 Oranjebuurt 1962-1965 Groenewoud 1965-1970 Sterrenkwartier 1972-1978 Waterland 1979-1982 De Hoek 1979-1982 Gildenwijk 1979-1982 De Akkers 1981-1982 Vriesland 1983-1985 Vogelenzang 1987-1997 Schenkel 1989-2000 Maaswijk 1998-2000 Vierambachten 2003-2006 De Staalmeesters 2005-2021 De Elementen |

#### Woningnood, plannen en knelpunten
Niet alle arbeiders die net na de oorlog in Spijkenisse werkten of wilden werken, konden in Spijkenisse wonen. Fabrieken in Spijkenisse hadden tekorten aan arbeiders door gebrek aan woonruimte voor hen. En ook jonge Spijkenissers die wilden trouwen, konden geen huis vinden en moesten vaak inwonen bij een van de ouders. Bouwen ging echter niet zomaar. Zo waren er direct na de oorlog tekorten aan bouwmaterialen, geld, vakmensen en prioriteit bij de rijksoverheid (herstel van bruggen, viaducten, wegen en de industrie ging vóór). Plannen moesten worden goedgekeurd en dat duurde soms enkele jaren. Tot 1957 werd er alleen gebouwd voor de toenemende eigen bevolking.
Maar Rotterdam had grootse plannen om verder te industrialiseren en het havengebied uit te breiden. Daarvoor was extra land nodig. Allereerst viel het oog op de Welplaat, dat van agrarisch gebied werd veranderd in industrie- en havengebied de Botlek. Vervolgens hadden de arbeiders die er gingen werken huizen nodig, èn vele anderen uit de regio Rotterdam. Door zijn ligging ten opzichte van de groeiende Rotterdamse havens lag Spijkenisse voor de hand.
Rond 1955 werd duidelijker dat Spijkenisse hiervoor grootschalige plannen zou moeten maken, allereerst voor de bouw van minstens 670 nieuwe woningen in Spijkenisse-Noord, dicht bij de Botlek. Dat had nogal wat voeten in de aarde. De Spijkenisserbrug zou onvoldoende zijn voor het lokale verkeer, er waren betere verbindingen met Rotterdam en het Botlekgebied nodig, èn binnen Spijkenisse tussen de nieuwe wijken en het centrum. Het huidige winkelaanbod in het centrum (vooral gericht op de primaire levensbehoeften) zou volstrekt ontoereikend worden. Mensen uit de stad die naar Spijkenisse trekken, verwachten er een uitgebreid winkelaanbod, horeca en andere voorzieningen. In mei 1957 nam de gemeenteraad daarom het Plan-Centrum aan, met het besluit om het centrum drastisch te saneren, herinrichten en uit te breiden.

In 1958 werd Spijkenisse officieel groeigemeente. Spijkenisse ging groeien zonder dat er onderzoek was gedaan of de grond buiten de toenmalige bebouwde kom wel geschikt was voor zo'n massale woningbouw. Er werd een nieuw gemeentehuis (aan het Koningin Julianaplein) gebouwd, dat bij de oplevering in 1958 alweer te klein leek.

#### Bestuur en organisatie
P.J. Bliek, burgemeester van 1947 tot 1976, was een groot voorstander van vooruitgang en had een visie over tal van zaken die Spijkenisse vooruit zouden kunnen helpen. Hij heeft achter en voor de schermen een groot stempel gedrukt op de ontwikkeling van Spijkenisse van dorp tot stad. Hij zag daarbij de nationale belangen (van een grote haven bij Rotterdam) en behartigde de belangen van Spijkenisse. Hij zorgde er mede voor dat Spijkenisse een zelfstandige gemeente bleef en niet opging in Rotterdam. Hij spande zich in voor goede woningen voor het groeiend aantal continu-arbeiders. Hij stimuleerde dat het centrum op de schop ging en een aantrekkelijk winkel- en uitgaansgebied zou worden.

Om de grote uitbreidingen in goede banen te leiden, waren er vele overleggen, in de gemeenteraad, met woningbouwverenigingen in Spijkenisse, met Rotterdam, Openbaar Lichaam Rijnmond, de provincie Zuid-Holland, betrokken ministeries (voor voldoende financiën en toewijzing van voldoende bouwcontingenten) en vele andere instanties. En uiteindelijk met architecten en bouwbedrijven. Men stelde structuurplannen, ontwikkelingsprogramma's en uitbreidingsplannen op (die in het begin al snel weer achterhaald bleken), veranderde bestemmingsplannen, won adviezen in (onder andere bij het Economisch-Technologisch Instituut voor Zuid-Holland en de Maatschappij voor Projektontwikkeling Empeo) en Bliek stelde een coördinatiecommissie in om het ontoereikende ambtelijk apparaat voor dit doel aan te vullen. Er werden werkbezoeken georganiseerd aan vergelijkbare satellietsteden als Hürth in Duitsland en Thetford in Engeland om te zien wat de mogelijkheden waren. Later werden beide partnersteden van Spijkenisse.

Vóór de bouw van een nieuwe wijk was er korte tijd de mogelijkheid om archeologische opgravingen te doen. Onder de deskundige leiding van en in samenwerking met het Bureau Oudheidkundig Onderzoek van Gemeentewerken Rotterdam (BOOR) en geholpen door enkele enthousiaste amateur-archeologen werd het archeologische verleden bloot gelegd en vastgelegd. Mede dankzij deze vondsten kon de Geschiedenis van Spijkenisse worden geschreven.

#### Uitvoering (1958-1976)

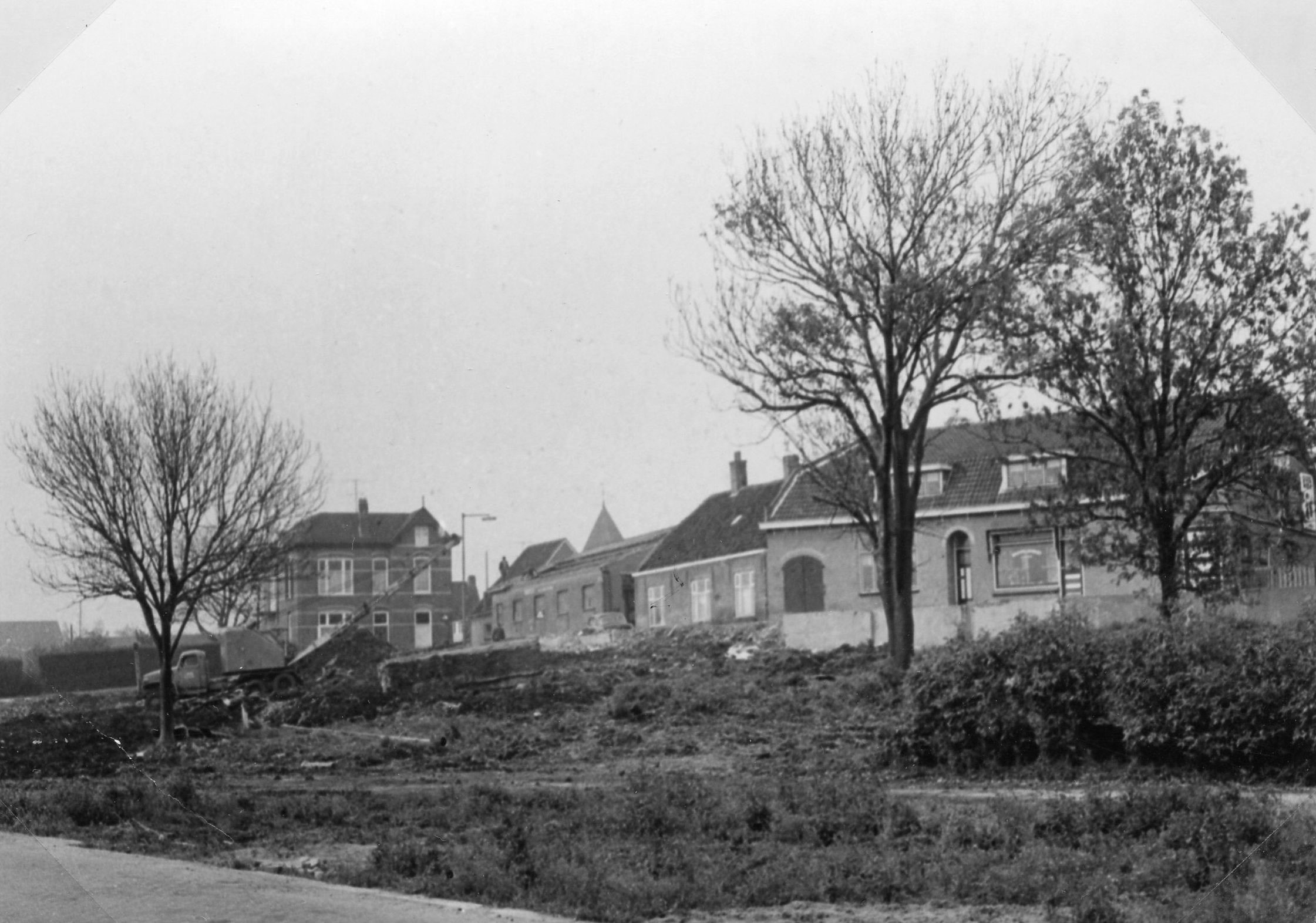
Afbraak Nieuwstraat, 1964

Het centrum ging dus grondig op de schop, na afloop onherkenbaar. Het spui-gedeelte van de haven werd gedempt (1962). Er werd heel veel gesloopt rond de Dorpskerk en op en rond de Voorstraat. De bebouwing aan de Nieuwstraat en omgeving werd zelfs in zijn geheel afgebroken. Met deze sanering verdwenen ook vele kleine dorpswinkels van bakkers, slagers, kruideniers, groente- en melkboeren. Een enkeling kon een nieuwe winkel beginnen in een van de winkelcentra in de nieuwe wijken.

De open terreinen lagen vervolgens jarenlang braak voordat er weer kon worden opgebouwd, door een tekort aan geld, jarenlange juridisch procedures en vele aanpassingen van de plannen.
Om sneller te kunnen bouwen, werden er in 1963 in Spijkenisse-Noord 288 woningen met het Dura-Coignet bouwsysteem gebouwd en werd de Akeleiflat met een soortgelijk systeem (van Neduco) gebouwd. Later werden er ook flats in het Sterrenkwartier en de Marrewijkflat (centrum) volgens het Dura-Coignet principe gebouwd.
Na Spijkenisse-Noord was de polder Braband aan de beurt om te worden bebouwd. Deze polder was oorspronkelijk veengebied, drassig, met kreken en grond als pap. Voordat de eerste paal kon worden geslagen, moest de grond worden droog gepompt en voormalige kreken worden volgestort met vele vrachtwagens zand. Dit bracht extra kosten met zich mee, die Spijkenisse niet kon dragen, ook vanwege uitgaven voor de wijk Noord. Uiteindelijk ontving Spijkenisse hiervoor enige compensatie van het Rijk, maar de financiële problematiek zou zich nog tot de jaren negentig voortslepen. Spijkenisse moest bezuinigen en andere manieren vinden om de financiën kloppend te krijgen, in een periode dat de rest van Nederland steeds welvarender werd. Tussen 1992 en 1995 werd Spijkenisse onder financiële curatele gesteld door het Rijk.
In Spijkenisse-Noord (Schiekamp en Hoogwerf, 1958-1965) en de eerste wijken ten zuiden van Spijkenisse (plan Braband: Groenewoud en Sterrenkwartier, 1962-1970) kwamen lange straten, een rechttoe-rechtaan stratenpatroon en veel hoogbouw. Begin jaren 70 brak men hiermee. De bevolking wilde meer betrokken worden bij de besluitvorming omtrent nieuwe woonwijken. Vanaf het Structuurplan 1973 werden plannen besproken tijdens inspraakprocedures en werden er vooral eengezinshuizen gebouwd, als eerste in de wijk Waterland (1974-1978), die een bloemkoolstructuur met woonerven kreeg.
Naast het bouwen van woningen en wijkwinkels, waren er tal van andere voorzieningen nodig, zoals middelbare scholen, uitgebreider openbaar vervoer, sportfaciliteiten, een weekmarkt (opening 26-3-1968) en bedrijventerreinen. Maar ook een theater annex cultureel centrum, een grotere bibliotheek en een ruimer winkelaanbod in het centrum, zodat men niet meer naar Rotterdam hoefde voor duurzame goederen zoals kleding; deze laatste drie lieten langer op zich wachten. Ook moest Spijkenisse in 1972 overgaan van rijkspolitie naar gemeentepolitie omdat er toen meer dan 25.000 inwoners waren.

### Groeikern (1977-1990)
In 1977 aanvaardde de gemeente Spijkenisse de status als groeikern met een verhoogde taakstelling. Deze groeitaak hield in dat in een periode van vijftien jaar ca. 16.500 woningen gebouwd moesten worden. Om dat te realiseren zette de gemeente een projectbureau op, Projectbureau Gemeente Spijkenisse (PGS), mede om commerciële projectontwikkelaars buiten de deur te houden. Ambtenaren en externe deskundigen uit allerlei disciplines maakten er deel van uit. Het PGS leidde het totale bouwproces in goede banen, van de inspraak door toekomstige bewoners tot aan de oplevering. Het hoofd ervan, de heer Sirre, voerde een strakke regie en zorgde ervoor dat iedereen zich aan de planning hield.

Mede daardoor ging het snel met de uitbreidingen. Het Rijk stelde extra geld beschikbaar voor de woningbouw en het doortrekken van de Rotterdamse metrolijn (opening in 1985). Voorwaarde voor het op rijkskosten doortrekken van de metro was wel dat een groot deel van de huizen binnen een bepaalde straal van de nieuwe metrostations moest worden gebouwd en dat in een kleine straal rond deze metrostations in een hoge dichtheid moest worden gebouwd. Om aan deze metro-eis te voldoen, werden de plannen voor de nieuwe wijken De Akkers, Vriesland en Vogelenzang aangepast om meer woningen te kunnen bouwen en bovendien meer woningen per hectare (dus dichter op elkaar). 

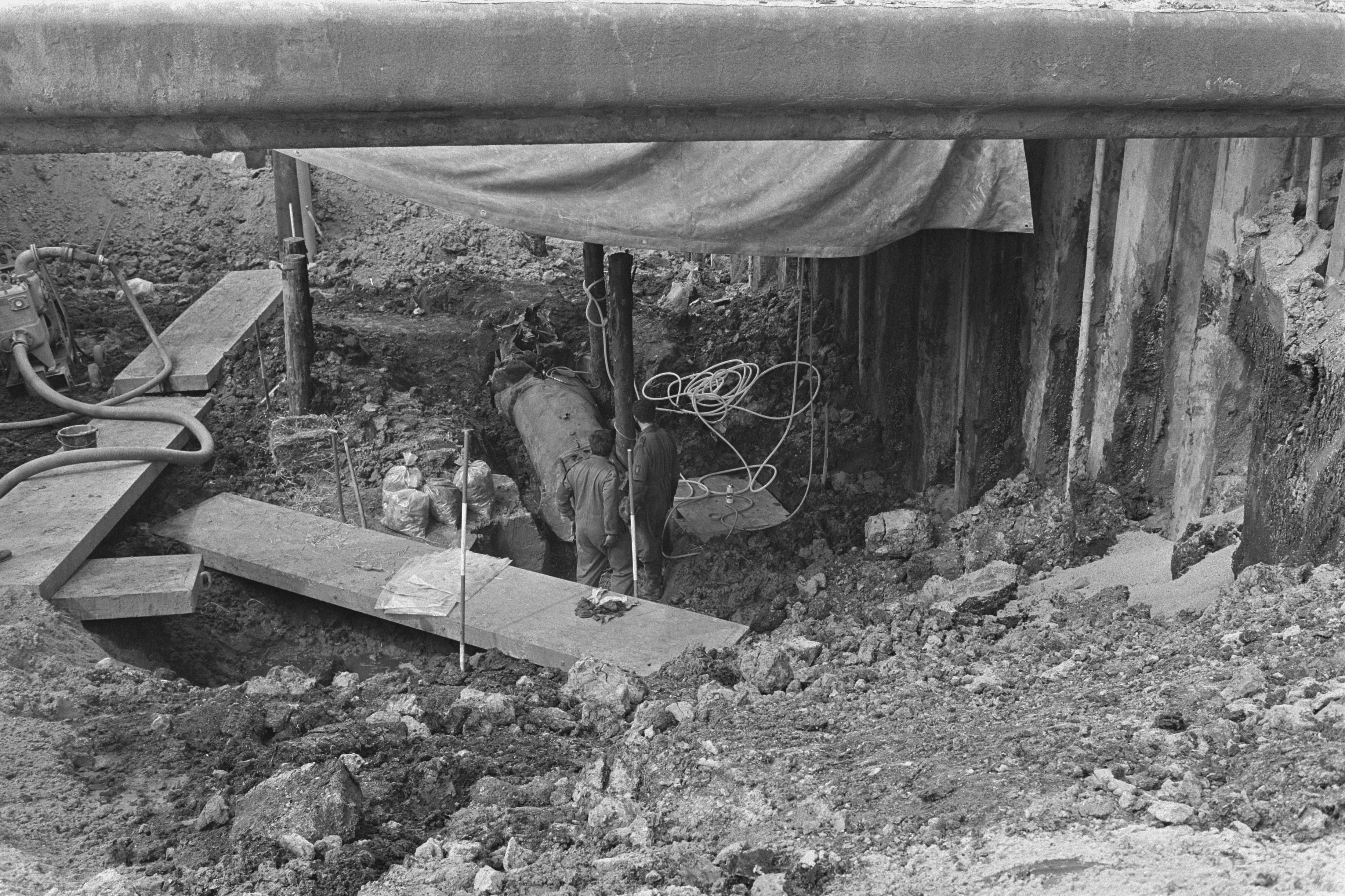
V-1 bom demonteren (Spijkenisse, 1984)

Er waren diverse obstakels om snel te kunnen bouwen: (1) slechte kwaliteit van de drassige bouwgrond, waardoor de grond eerst moest worden gezet (samengedrukt door een bepaalde belasting of druk, om de grond te laten inklinken en/of het veenwater af te voeren; hierdoor treden er na de bouw minder snel verzakkingen op); (2) vier niet-ontplofte bommen (V-1's) uit de Tweede Wereldoorlog die eerst moesten worden ontmanteld en opgeruimd; en (3) de gewenste uitgebreide inspraakprocedure.

#### Inspraak
Het gemeentebestuur, en in het bijzonder PvdA-wethouder Max Luinge, wilde deze groei alleen realiseren door middel van een uitgebreid inspraakproces. De te bouwen wijken De Hoek, Groenewoud-Noord (Gildenwijk), De Akkers en Vriesland werden hiervoor opgedeeld in deelplannen van circa 300 woningen. Vooraf werden hiervoor uit het enorme woningzoekendenbestand (het zogenaamde stuwmeer) kandidaten geselecteerd. Deze toekomstige bewoners kozen de architect en gaven in ongeveer 20 inspraakavonden vorm aan het deelplan. Tijdens een van deze avonden werd een zogenaamde deelplanraad gekozen, die de bewoners tot een jaar na de oplevering van de wijk moest vertegenwoordigen. Deze deelplanraad had officiële bevoegdheden, zoals het verlenen van de bouwvergunning van het plan en het vaststellen van het bestemmingsplan. In 1980 en 1981 waren er ongeveer 25 van deze deelplanraden actief. Cor Lamers was de eerste deelplanraadsecretaris. Na de gemeenteraadsverkiezingen van 1982 kwam er een centrumrechts college en stopte de nieuwe VVD-wethouder Arie Bakker de inspraakprocedures; ze zouden te tijdrovend, duur en bestuurlijk onbeheersbaar zijn.

#### De Akkers, Vriesland Vogelenzang
In de eerste groeikernjaren kwam er geen hoogbouw bij (meer dan vier verdiepingen), maar voor het overgrote deel eengezinswoningen, waarbij koop en huur volledig werden gemengd. De woningen waren wel kleiner dan die in de eerder gebouwde wijk Sterrenkwartier, vanwege de hogere bouwdichtheid én om kosten te besparen. In de wijken De Akkers en Vriesland kwamen er nog woonerven; in Vogelenzang stapte men weer over op het strakke stratenplan. De woningen werden voor het overgrote deel betrokken door woningzoekenden uit Rotterdam, Schiedam en Vlaardingen. In de jaren tachtig groeide het inwonertal van Spijkenisse snel naar bijna 70.000 inwoners, waarvan verreweg het grootste deel in de wijk De Akkers kwam te wonen (daarnaast ook in Vriesland, De Hoek en Vogelenzang). In tegenstelling tot wat vaak wordt gedacht ("Spijkenisse is een stad met lage inkomens") heeft Spijkenisse vooral de middeninkomens uit Rotterdam weggetrokken.

Het hoge bouwtempo (in 1981 was Spijkenisse de snelst groeiende gemeente van Nederland), het grote aantal woningen per hectare (in De Akkers en Vrieslanden 37 per hectaren, 5 meer dan aanvankelijk de bedoeling was) en het ontbreken van hoogbouw hebben bijgedragen aan een eenvormige uitstraling van deze groeikernwijken. Hoewel deze groei niet direct zorgde voor een stadse sfeer in het voormalige dorp, bleek de gemeente wel de problemen van grote steden te gaan ervaren, zoals meer criminaliteit, hardere omgangsvormen en overlast door horeca in woonstraten.

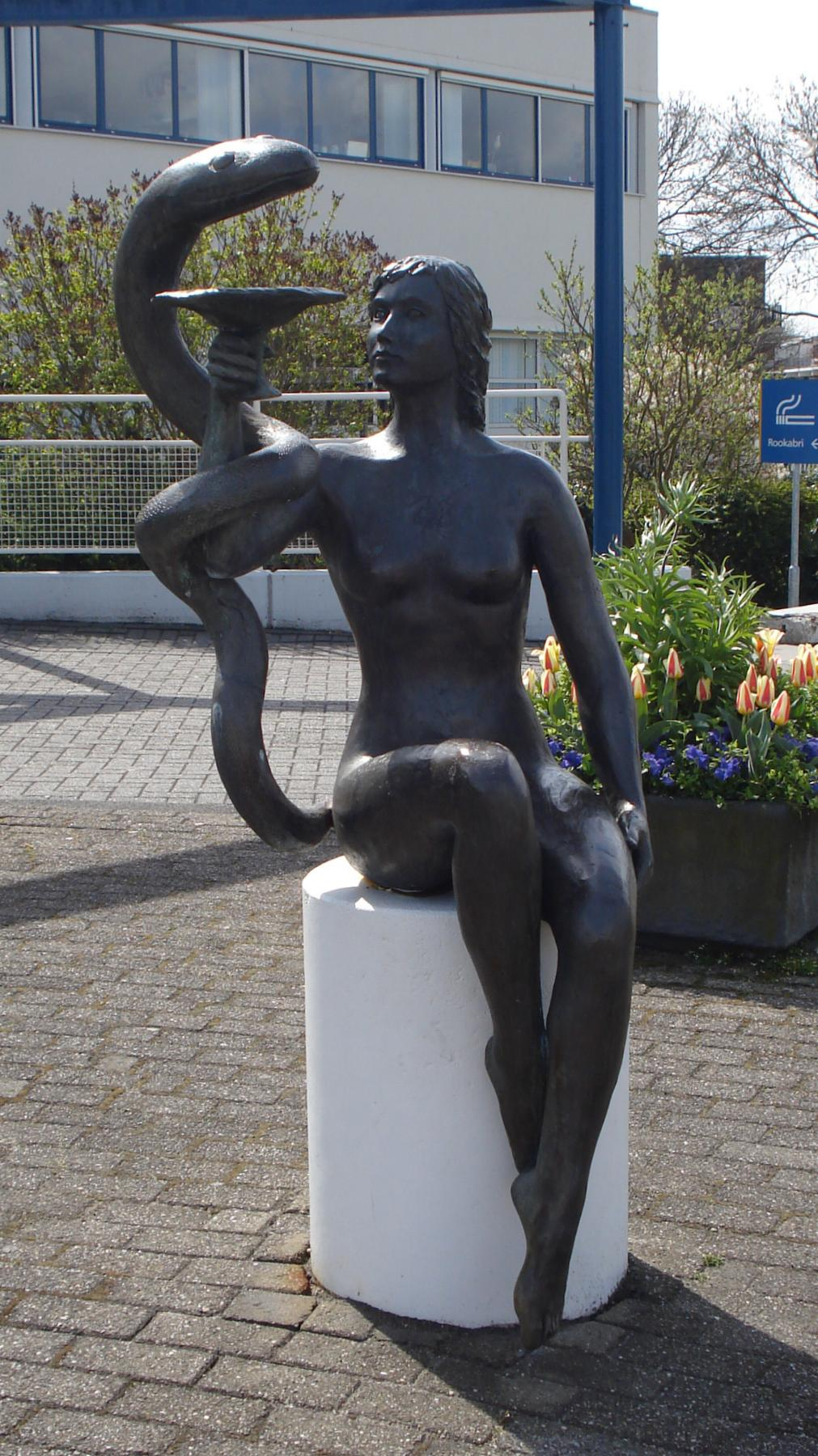
Hygieia bij het Ruwaard van Puttenziekenhuis (beide uit 1990)

#### Afsluiting periode groeikern
Het Projectbureau zag dat Schenkel (1987-1997) door zijn ligging aan de Oude Maas als woonlocatie zeer aantrekkelijk zou zijn. Men liet inspraak, kleinschaligheid en knusheid achter zich, en ging over op hoge woontorens langs de rivier van waaruit men fraaie uitzichten heeft, en een gevarieerde woningdichtheid in de rest van de wijk, met ook woningen in het hogere segment.
In 1990 kreeg Spijkenisse een eigen ziekenhuis, Ruwaard van Putten Ziekenhuis. Het vormde de afsluiting van de groeikern-periode. Bewoners van Voorne-Putten (en zelfs de Hoekse Waard) hoefden hierdoor niet meer helemaal naar Rotterdam of Dirksland. Na een faillissement en een herstart werd het hernoemd in Spijkenisse Medisch Centrum.
Op enkele kleine uitzonderingen na, waren de doelstellingen van de groeikerntaak gehaald: in totaal had Spijkenisse 26.400 woningen in 1990, die onderdak boden aan 68.000 inwoners, en waarvan er 17.500 binnen een kilometer van een metrostation stonden. Dat resultaat was mede te danken aan de kwaliteit en de gedrevenheid van de bestuurders.

### Uitbreiding verbindingen met Rotterdam

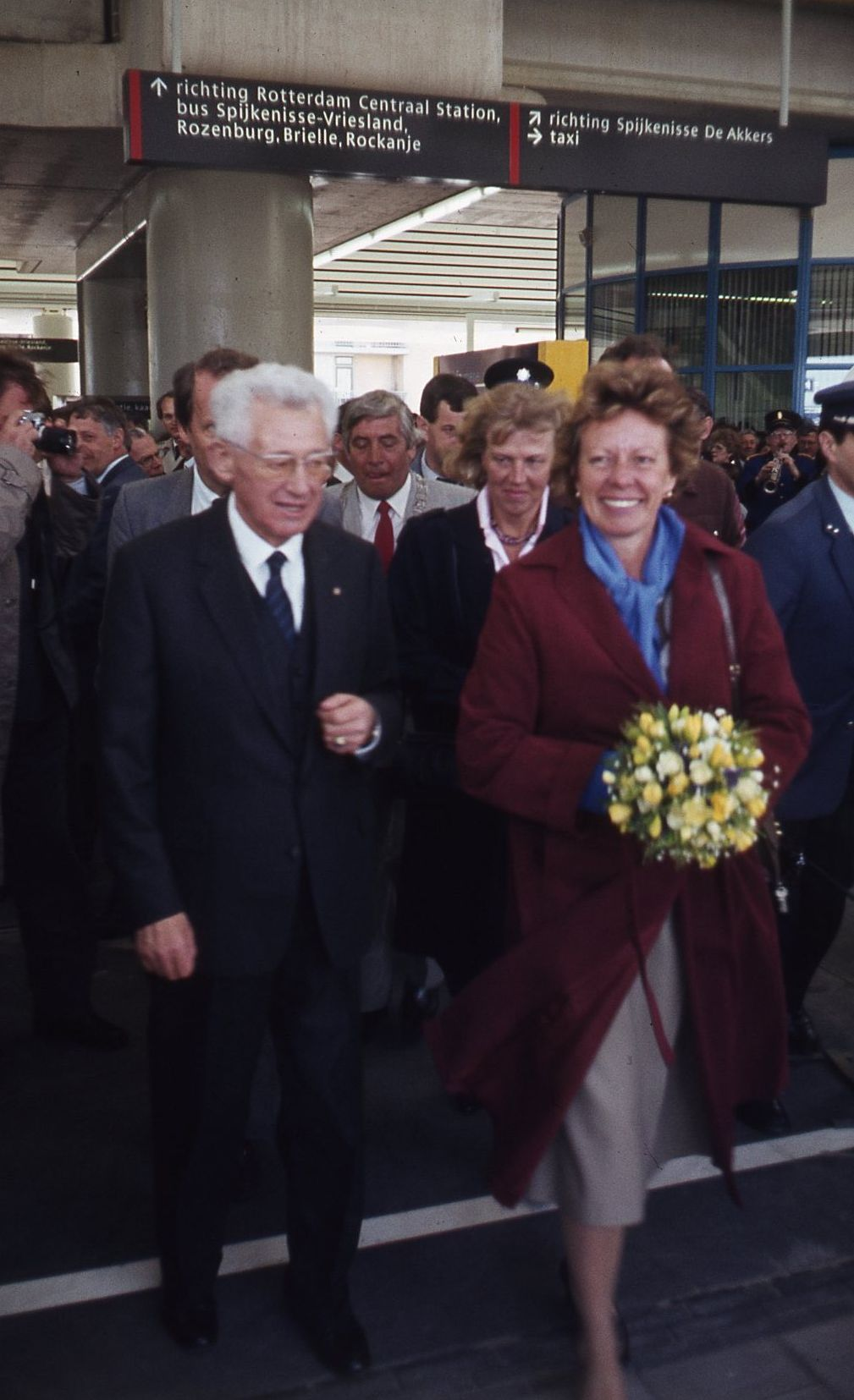
Opening metrolijn door Neelie Smit-Kroes

Al rond 1955 werd geconstateerd dat de Spijkenisserbrug onvoldoende zou zijn voor het lokale verkeer als Spijkenisse zou uitbreiden. Er waren betere verbindingen nodig met Rotterdam en ook op de Groene Kruisweg stonden te vaak lange files. Daarvoor werden oplossingen gezocht: 
- Er kwamen nieuwe oeververbindingen om de Spijkenisserburg te ontlasten: de Botlekbrug (1955), Hartelbrug (1968) en Botlektunnel (1980); deze boden bovendien aansluiting op de A15.
- De Spijkenisserbrug werd in 1967 verhoogd, waardoor hij minder vaak omhoog moest voor de scheepvaart, en verbreed, waardoor vrachtwagens en bussen gemakkelijker konden passeren. Maar dit bood slechts even soelaas.
- Daarom werd in 1978 de Spijkenisserbrug vervangen door een nieuwe brug, met drie rijstroken, waarvan één busbaan; van de oude bleven de twee portalen aan weerszijden als herinneringen bewaard.
- De Groene Kruisweg werd tussen Spijkenisse en het Kanaal door Voorne verbreed van twee naar vier rijstroken.
- Tot slot werd de Rotterdamse metro doorgetrokken naar Spijkenisse (opening 25 april 1985 door minister Neelie Kroes van Verkeer & Waterstaat.). In tegenstelling tot het noordelijk deel, werd het spoor in Spijkenisse op een viaduct aangelegd. Dit had het voordeel dat de ruimte er onder ook gebruikt kon worden, zoals voor verbindingswegen en parkeerterreinen. De drie stations werden ontworpen door Carel Weeber, die voor station Spijkenisse Centrum de Nationale Staalprijs 1986 ontving.

### Een nieuw stadscentrum

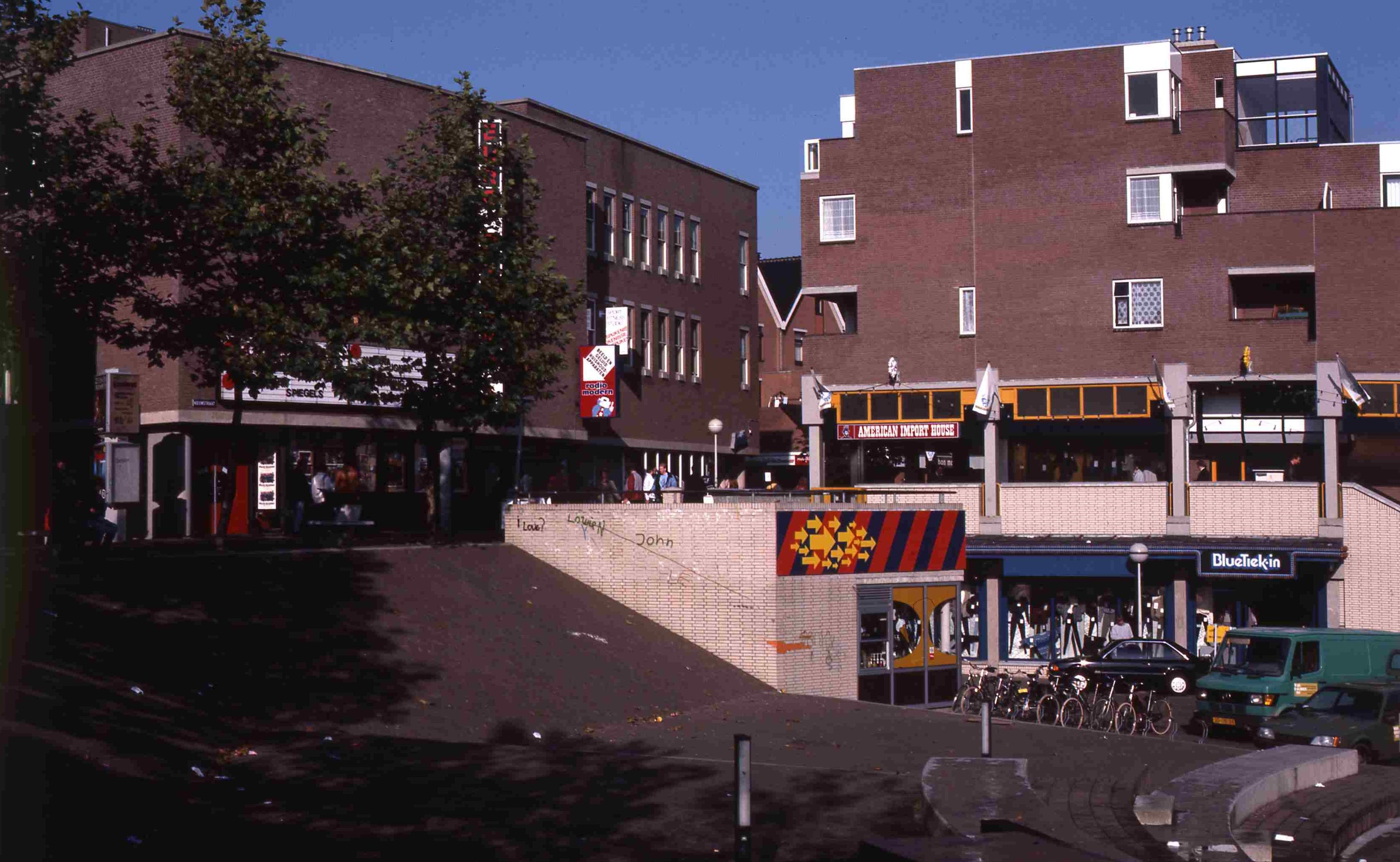
Nieuwstraat en Breestoep: dijk, bioscoop, winkels met woningen, amfitheater, 1984

Rond 1975 was het tijd geworden om werk te maken van een groter stadscentrum, waar plaats zou zijn voor een theater, een echte bioscoop (tot dan werd in de grote zaal van Hotel De Keizer op de Voorstraat op zaterdagavond een film gedraaid), een grotere bibliotheek en een ruimer winkelaanbod, zodat men niet meer naar Rotterdam hoefde voor duurzame goederen zoals kleding. De grote vraag was: waar moest dat stadscentrum komen? Uiteindelijk kwam het tussen het oude dorpscentrum (Voorstraat) en metrostation Spijkenisse Centrum. De dijken Voorstraat, Nieuwstraat en Noordeinde bleven in tact en moesten zichtbaar blijven als karakteristieke elementen, het restant van de haven werd opgeknapt. Als eerste kwamen er winkels met daarboven woningen aan de Nieuwstraat (1975-1978). Vervolgens kwamen er winkels aan de Breestoep, evenals een bisocoop met vier zalen (1980), cultureel centrum De Stoep (1981) met een theater en een ruimere bibliotheek, naast een amfitheater dat gebruik maakte van de hoogteverschillen. Drie landelijke winkelketens kwamen in het eerste overdekte winkelcentrum in Spijkenisse, het ABC-complex (1983), samen met andere winkels. In 1983 werd een jongerencentrum geopend in een voormalig verenigingsgebouw, net buiten het centrum, en enkele jaren later kwam er een discotheek in het centrum.

Aan de rand van het stadscentrum kwam een nieuw stadhuis, ontworpen door Jan Hoogstad (1984). Het stadhuis werd onderdeel van een multifunctioneel complex met ook winkels (Stadhuispassage), woningen, andere kantoren en een ondergrondse parkeergarage. In 2004-2005 werd het uitgebreid en gemoderniseerd; in 2015 werd dit het stadhuis van de nieuwe gemeente Nissewaard, waar Spijkenisse in opging.

Er volgden nog veel meer winkels, veelal gelegen aan en tussen de lange Nieuwstraat en Breestoep/Uitstraat. Er kwamen kantoren, een wooncentrum en een serviceflat voor ouderen en tal van woningen, zowel boven winkels als in gestapelde vorm. Al met al zorgde dit eindelijk voor een stedelijke uitstraling.

### Oorspronkelijke bevolking, vroeger en nu
In de jaren 60 vestigden zich veel werkende Rotterdammers in Spijkenisse-Noord, Sterrenkwartier en Groenewoud. In deze periode ontwikkelde Spijkenisse zich van een boerendorp tot een plaats met 25.000 inwoners in 1970. De bevolkingssamenstelling veranderde hierdoor; de boeren waren vertrokken, de laatste vertrok in 1984, de tientallen boerderijen hadden plaatsgemaakt voor woonwijken en bedrijfsterreinen, de 'oorspronkelijke' Spijkenisser uit de dorpstijd ging vrijwel geheel op in de 'nieuwe' Spijkenisser bevolking. Ook het eeuwenoude dialect moest daarbij plaatsmaken voor het Rotterdams.
Toen het centrum nieuwe vormen begon aan te nemen, er vele nieuwbouwwijken waren gebouwd en Spijkenisse bijna onherkenbaar was veranderd, begon de oorspronkelijke Spijkenisser bevolking met weemoed terug te denken aan hoe het vroeger was. Zij hadden de situatie meegemaakt waar "iedereen elkaar kende", vaak meer wist van elkaar dan hen lief was en elke afwijking veroordeeld werd. Zij gingen binnen twee à drie decennia naar een situatie met veel "import", vooral uit Rotterdam, met veel lossere verbanden. Vanaf eind jaren 70 kwam er extra belangstelling voor oude films, foto's en krantenartikelen over de geschiedenis van Spijkenisse. Later zochten zij elkaar op in nieuwe verenigingen, zoals Vrienden van Spijkenisse, de Oudheidkamer Spijkenisse en Vereniging Historisch Spijkenisse. Een ander initiatief vanuit de bevolking was de Stichting Oud en Nieuw Spijkenisse. Die zorgde onder andere voor een tiental sculpturen in de openbare ruimte en het carillon in de Dorpskerk, dankzij vele giften uit het bedrijfsleven en van particulieren. Later kwamen er twee kleine musea met de focus op "vroeger", beide geïnititeerd vanuit de bevolking: Museumwoning 'Back to the Sixties' (2001) en Museum en Groentewinkel Mak (2011).

### Fotogalerij Groei Spijkenisse 1958-1990

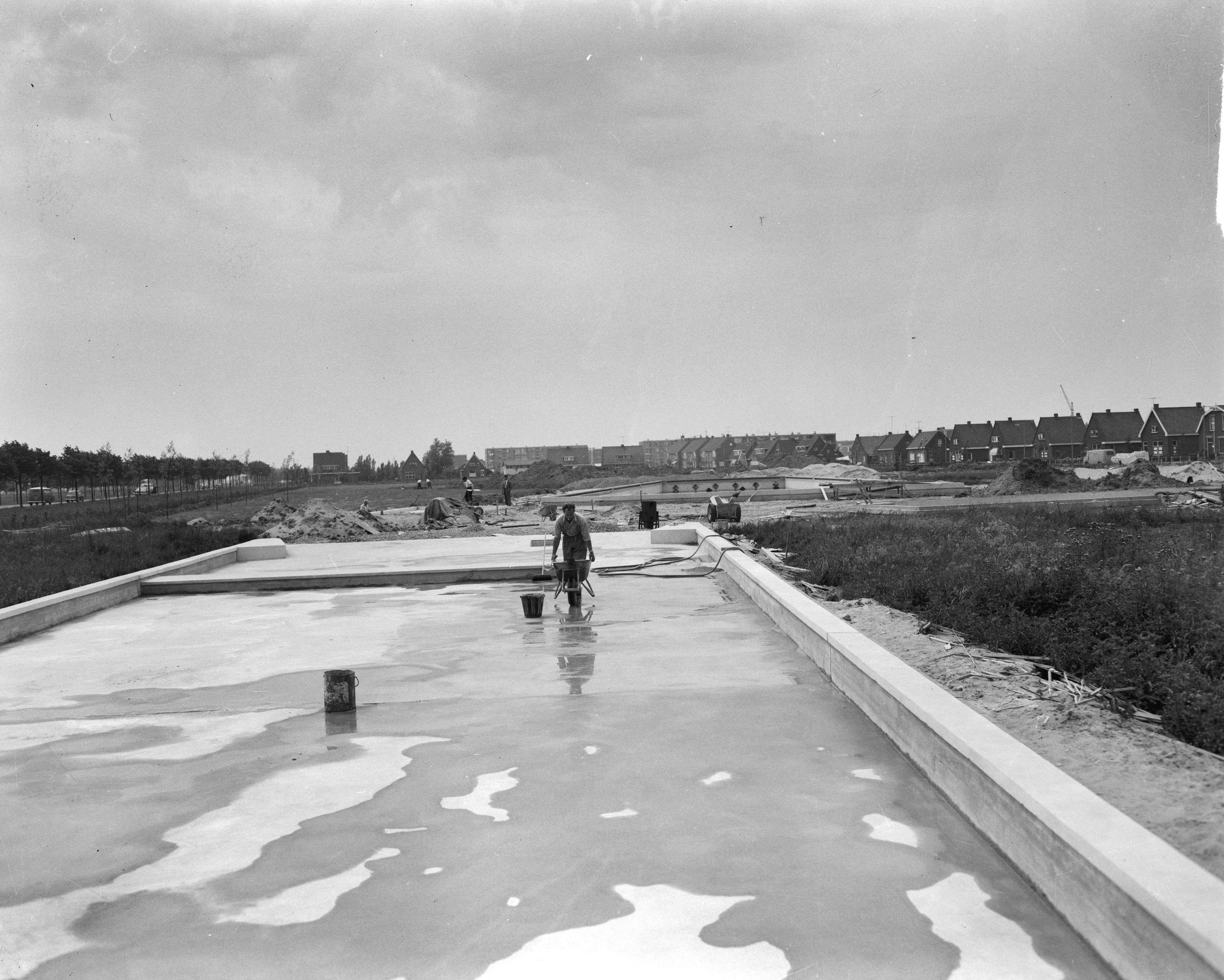
Bouw openluchtzwembad 1961
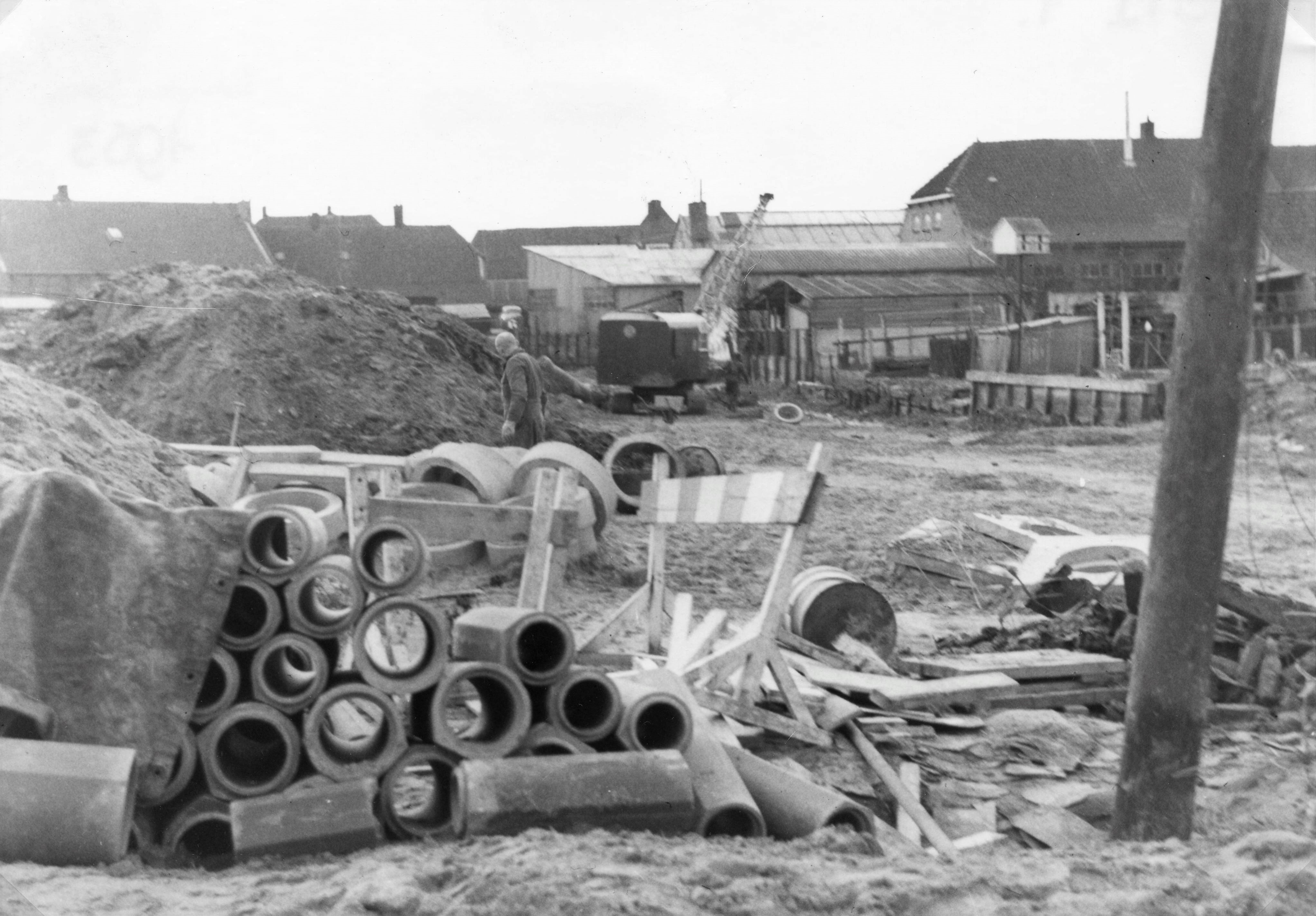
Dempen Spui - aanleg Rademacherplein in 1963
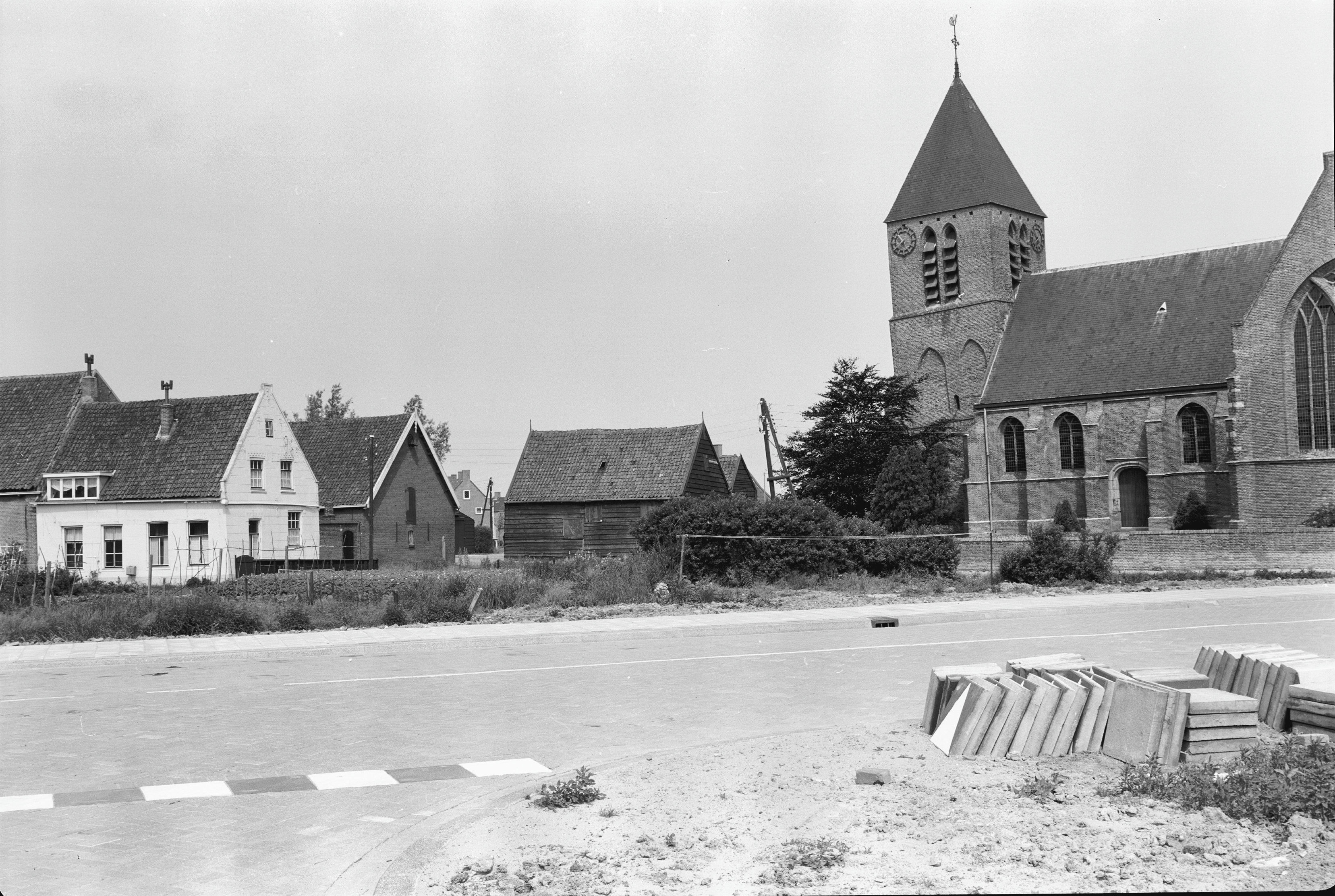
Eerste Heulbrugstraat, nieuwe verbindingsweg in 1964
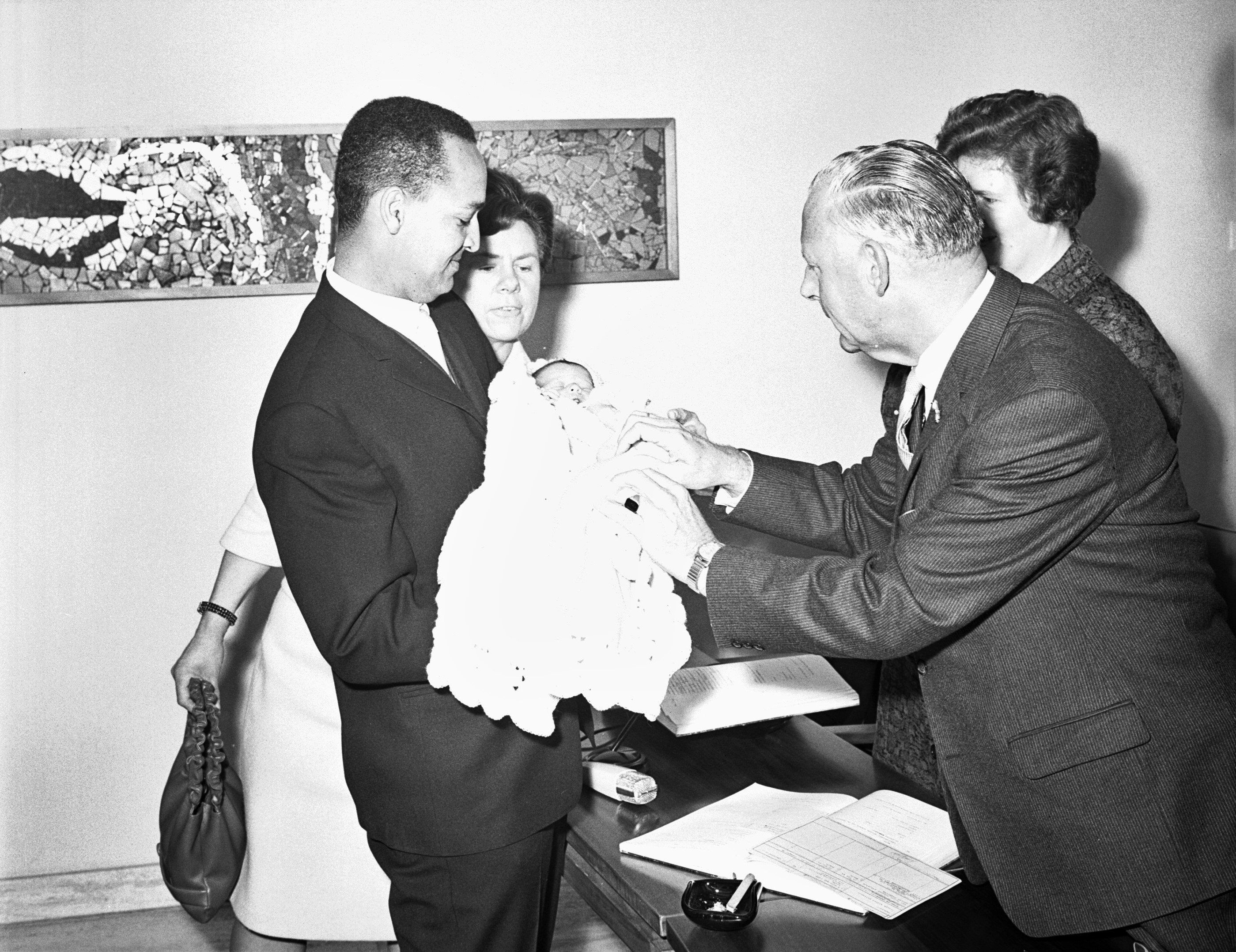
15.000ste inwoner Spijkenisse 1965
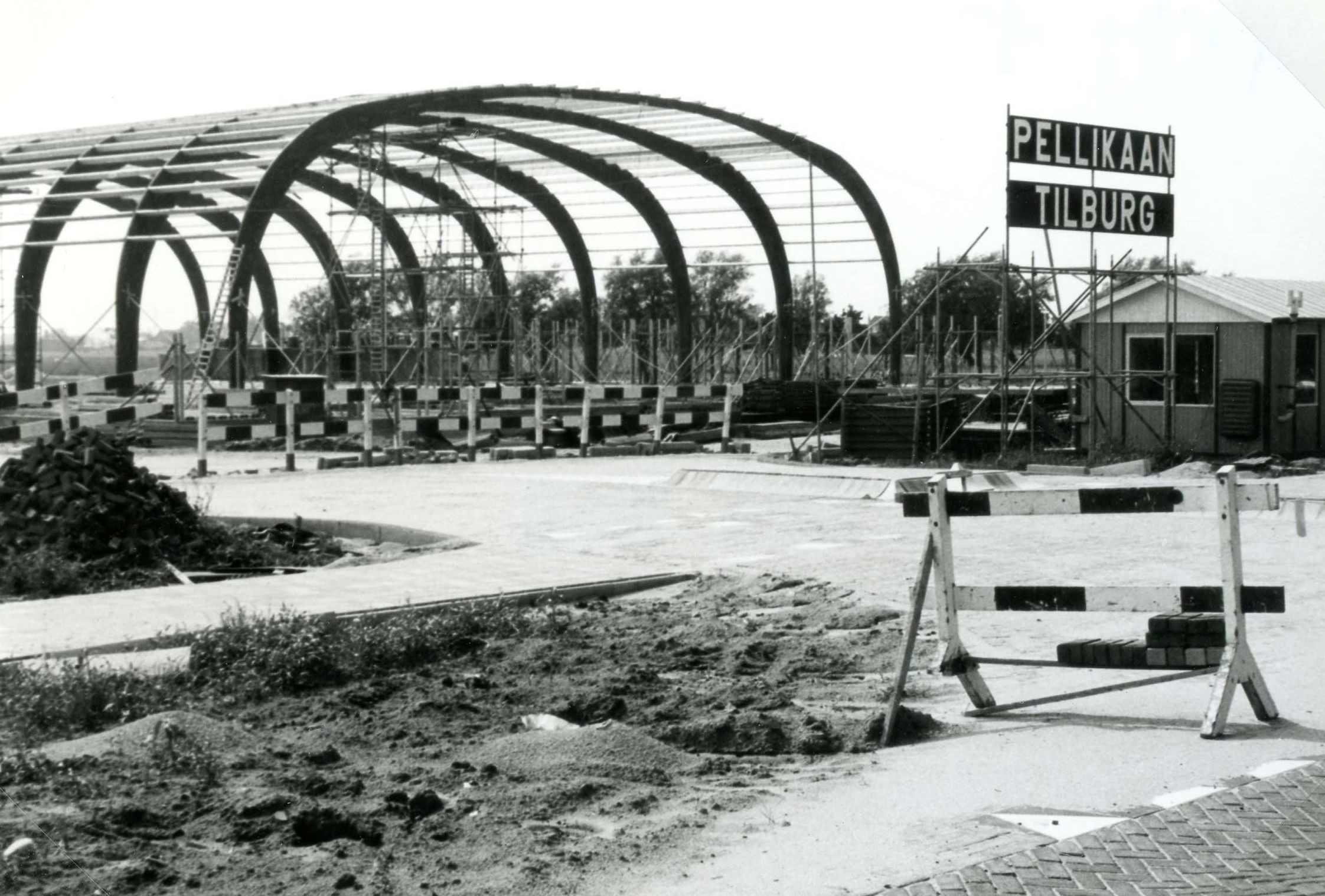
Sporthal Den Oert in aanbouw 1969
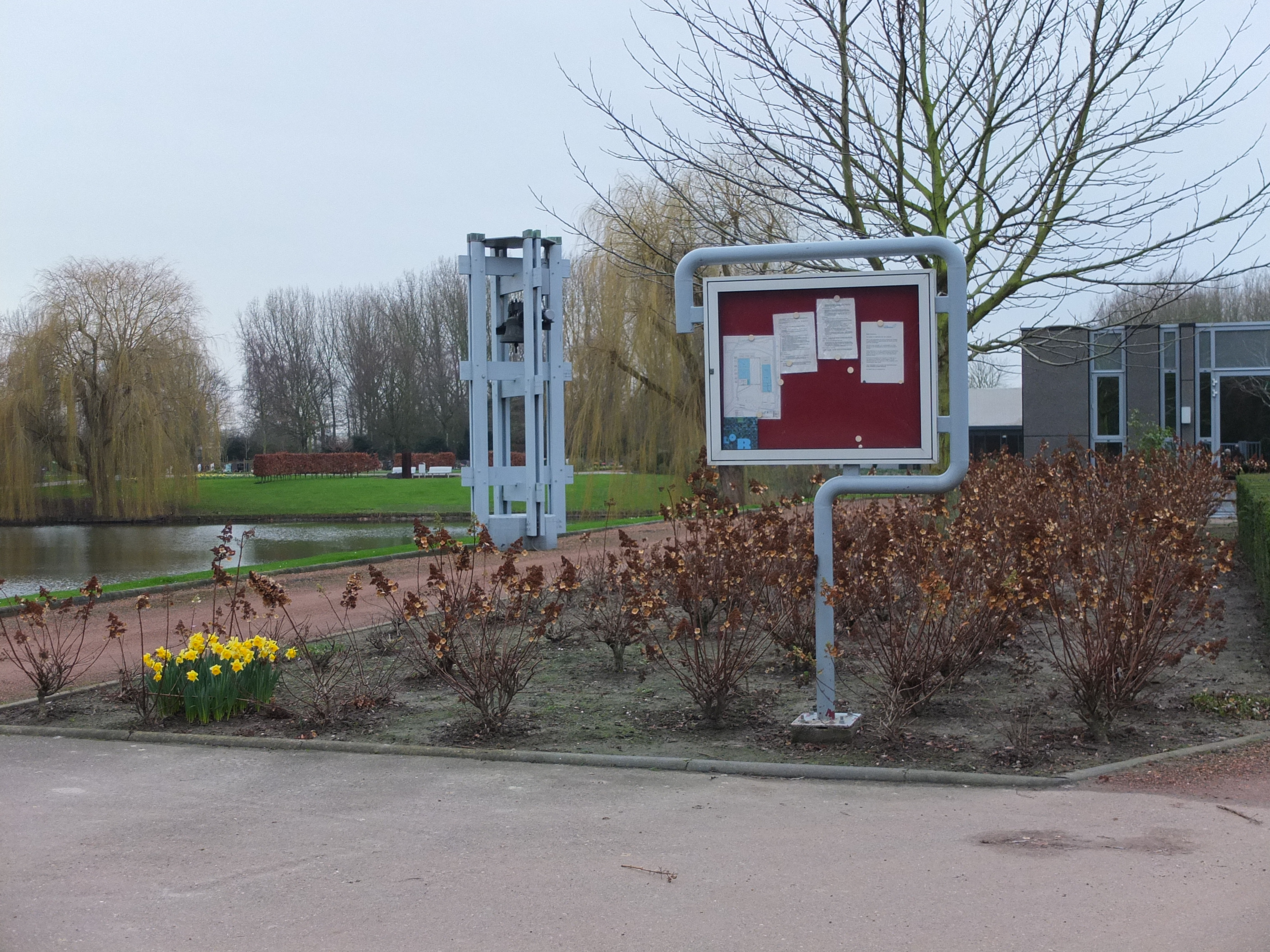
Nieuwe begraafplaats De Ommering ingebruikname: 1972
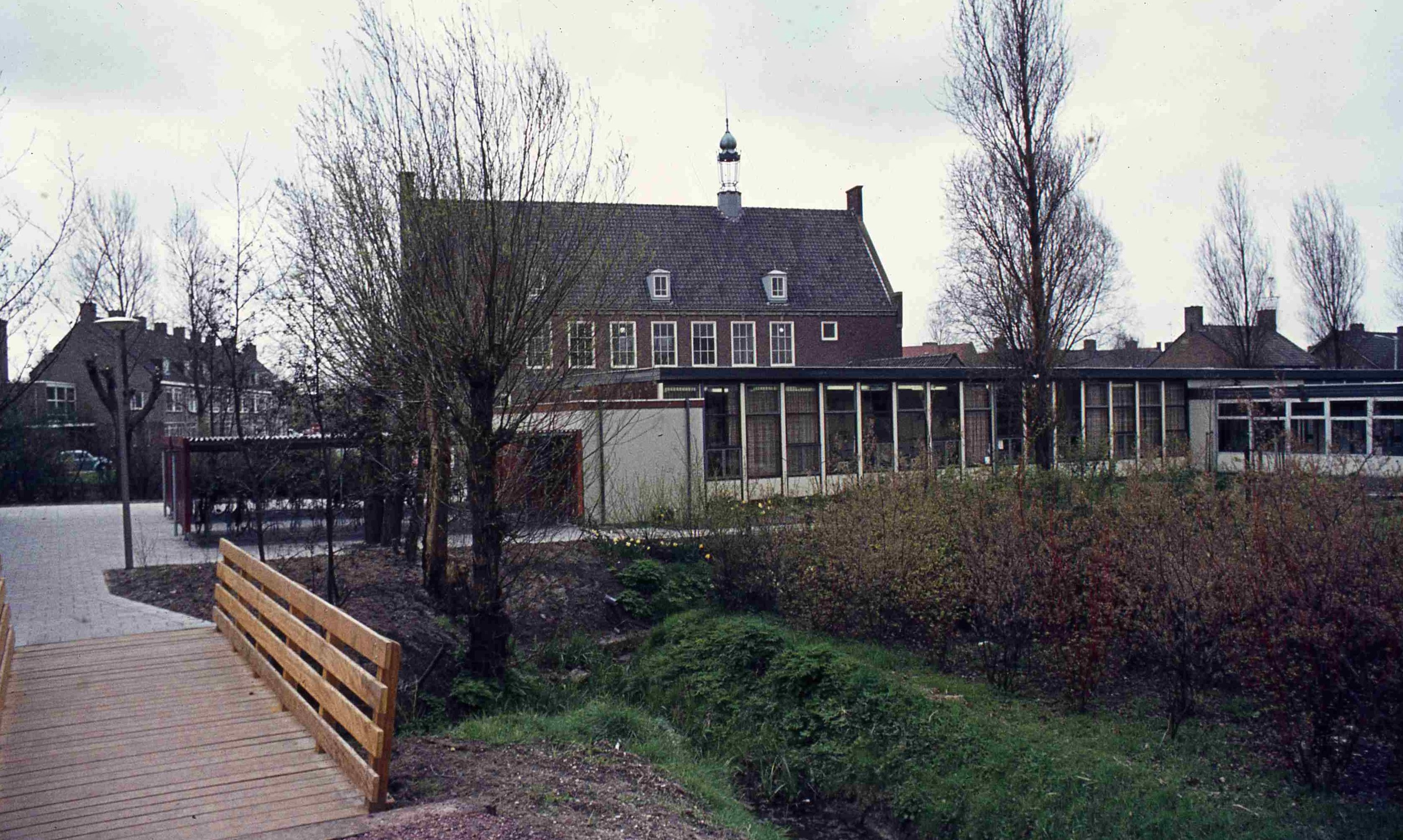
Noodgebouwen achter het gemeentehuis ±1975
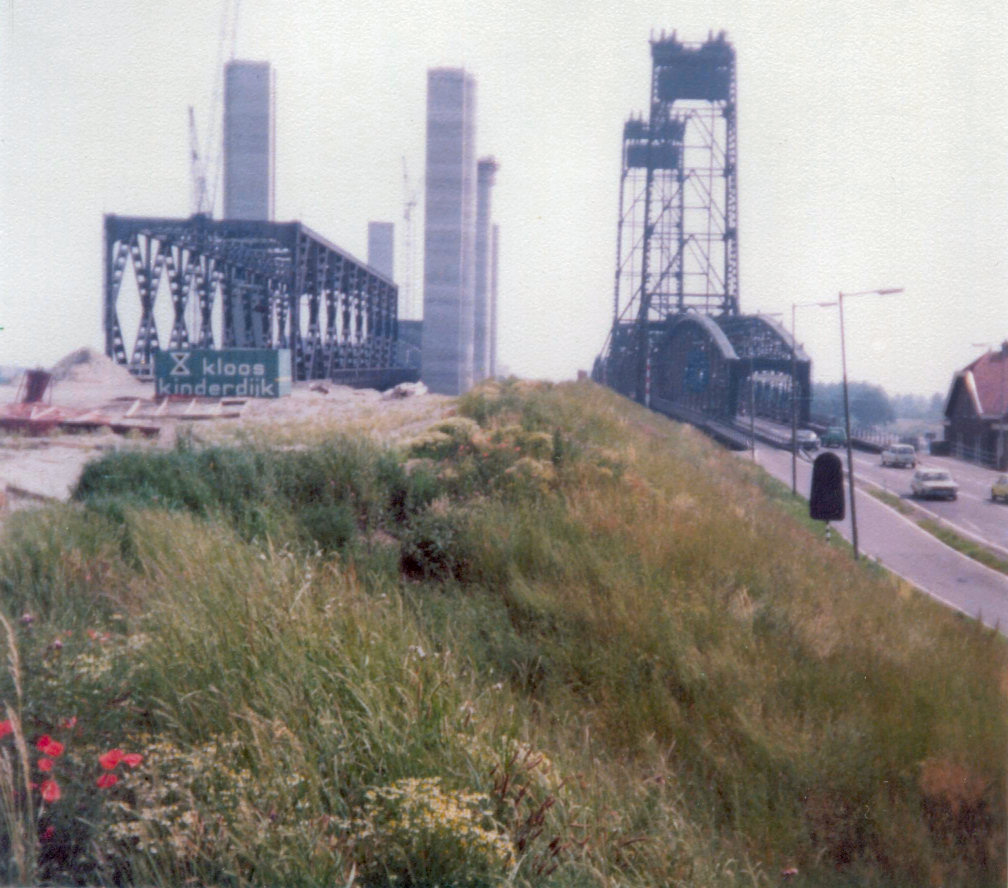
Bouw nieuwe Spijkenisserbrug 1977
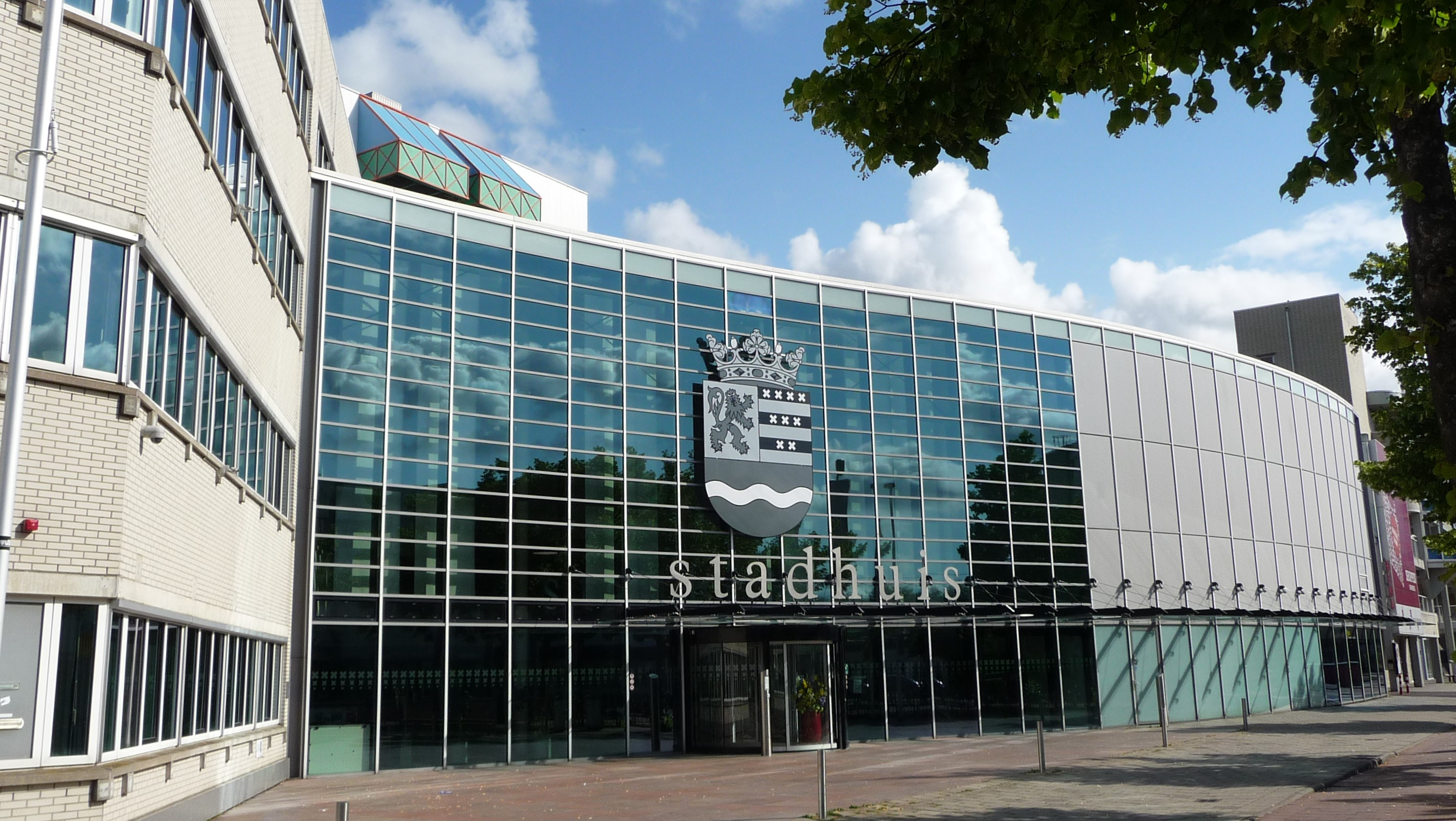
Stadhuis Raadhuislaan opgeleverd in 1984
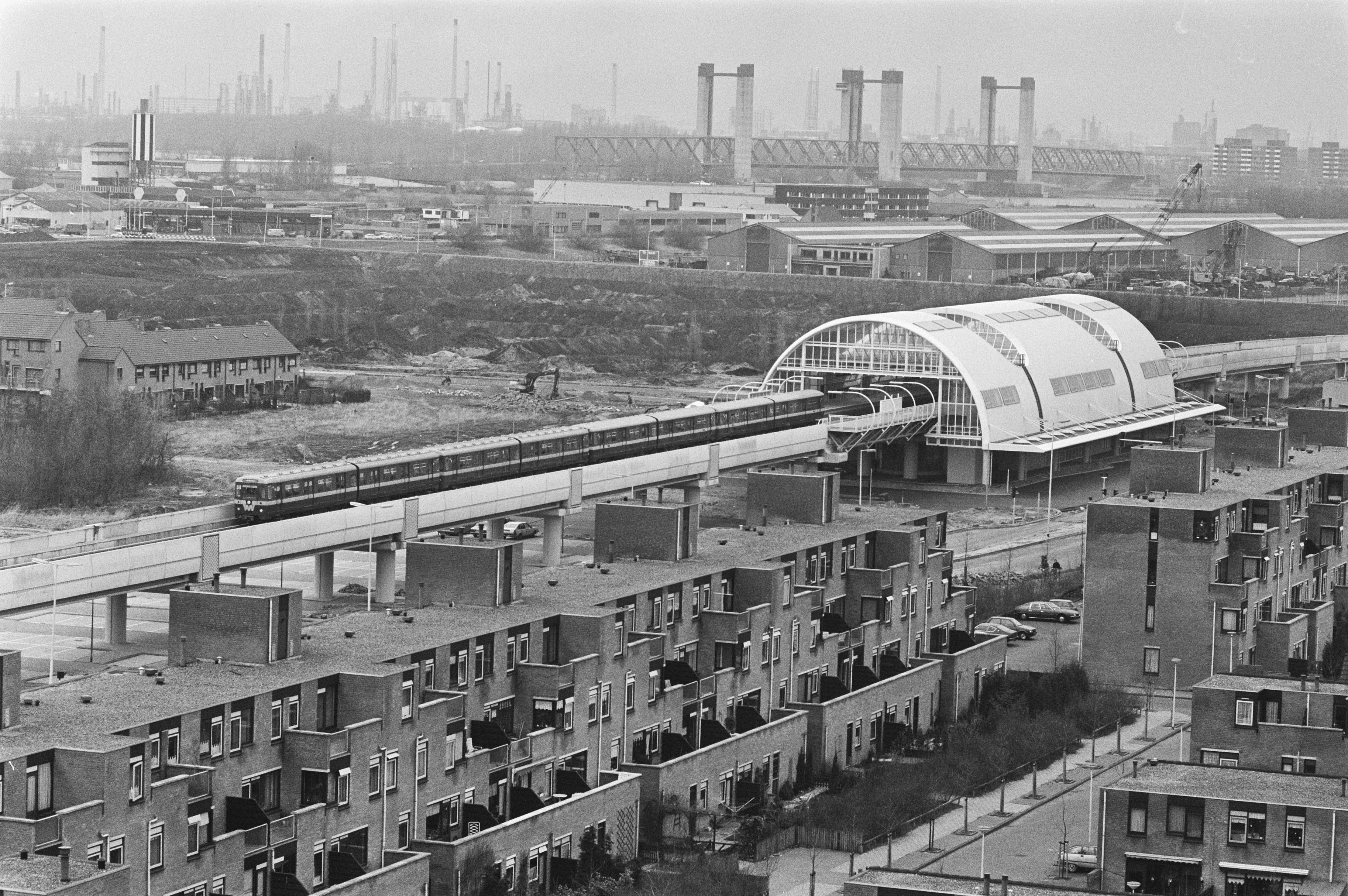
Proefrit op nieuwe metrotraject, Station Spijkenisse Centrum 1985
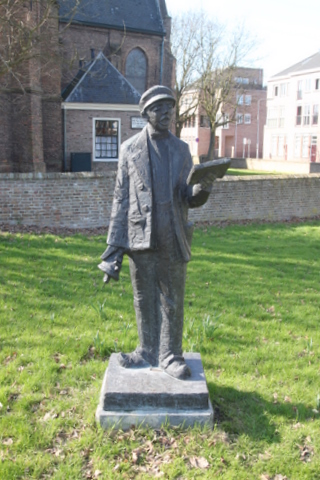
De dorpsomroeper, door St Oud en Nieuw Spijkenisse 1988
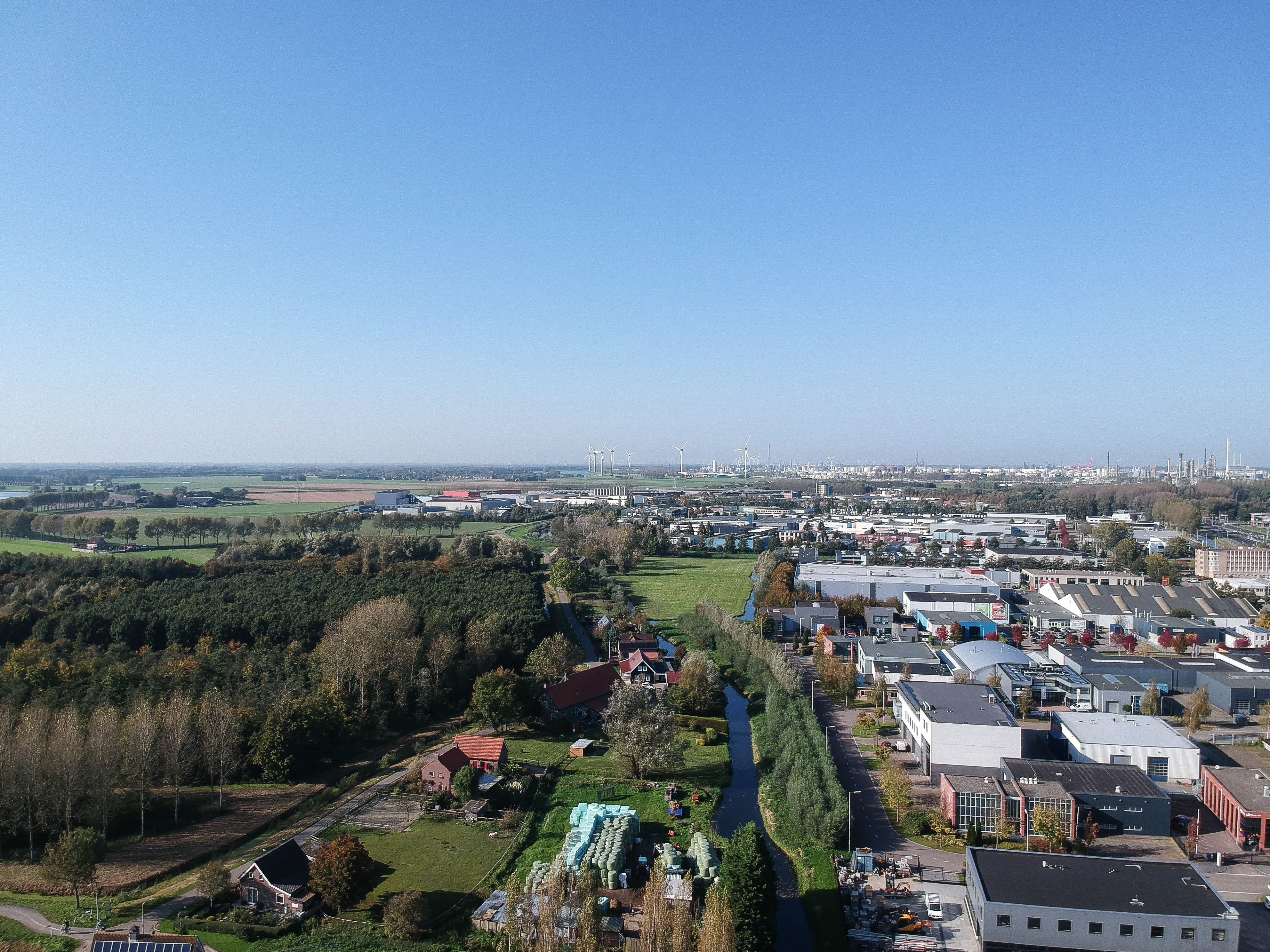
Rechts bedrijventerrein Molenwatering - aanleg 1991

## Stabilisatie en een stadser karakter (1990-2020)
De verwachting was dat de woningbouw in Spijkenisse zich nu kon stabiliseren. Alleen de geplande woningbouw (voornamelijk in Schenkel, Maaswijk en Vierambachten) zou nog uitgevoerd worden. En Spijkenisse had in de ogen van vele Nederlanders nog steeds een karakterloos imago, daar moest ook iets aan worden gedaan. 

Landelijk en regionaal blééf de vraag naar woningen echter fors stijgen, onder andere door individualisering, gezinsverdunning en een landelijk migratie-overschot. Het gevolg was dat Spijkenisse via Vinex in 1991 opnieuw werd gevraagd om een extra groeitaak op zich te nemen. En opnieuw ging de gemeenteraad akkoord, mede om de onvolkomenheden te verhelpen die veroorzaakt waren door de onstuimige groei van de afgelopen decennia. Spijkenisse zou in 2010 een stad met 100.000 inwoners moeten zijn, maar toen er concrete plannen werden gemaakt, bleek dit toch onhaalbaar. Wel moest er iets gedaan worden aan de bestaande problemen:
- het onaantrekkelijke centrum; want ondanks de groei bleef het een "durp", zoals een van de oorspronkelijke Spijkenissers het in de documentaire Groeistuipen van een dorp[30] zegt. Want je gaat naar het dorp om boodschappen te doen en als je naar de "stad" gaat, vragen ze hóé je gaat: met de auto of de metro (d.w.z. naar Rotterdam)
- het gebrek aan winkels (onder andere voor duurzame goederen)
- achterstallig onderhoud in de oudere wijken
- vertrekkende inwoners uit oudere wijken naar andere gemeenten, en een blijvende groei van inwoners uit Rotterdamse wijken die gesaneerd werden (bijvoorbeeld Pendrecht); hierdoor werd de bevolkingssamenstelling verder gemêleerd door de instroom van grotere groepen immigranten.

### Uitvoering
1. Er werd begonnen met het achterstallig onderhoud. Enkele oudere wijken waren verpauperd tijdens de groeikernperiode. Gemeente en woningbouwvereniging besloten tot een ingrijpende opknapbeurt van de flatstrook in Groenewoud, inclusief de aanpak van sociale problemen. Vanaf 1993 werden enkele flats geheel afgebroken en kwam er een breder aanbod van woningen voor in de plaats, van een torenflat tot bejaarden- en koopwoningen. Eerder waren in Noord al woningen aan de beurt geweest voor alleen een technische renovatie. Vanaf 2019 werden ook verouderde flats in Sterrenkwartier gesloopt en herbouwd naar moderne maatstaven.
2. Bij de bouw van Maaswijk is gelet op functionaliteit, herkenbaarheid, overzichtelijkheid, een grootstedelijke uitstraling en een grote verscheidenheid aan woningen.[31] In 1999 werd hier de dertigduizendste woning van Spijkenisse opgeleverd, een mijlpaal. De afgesproken extra uitbreidingen uit de afgeslankte Vinex-opgave kwamen ook in Maaswijk terecht. Voor de hogere inkomensgroepen werden in Maaswijk-Landgoed (2000-2002) luxueuze woningen gebouwd.
3. Er werden twee industrielocaties herontwikkeld tot klassiek ogende woningbouw:
  1. Vierambachten, gebouwd in 1998-2000, kreeg een moderne, strakke en stedelijke uitstraling, met gevarieerde woningbouw voor allerlei typen huishoudens.[32]
  2. Centrum-Staalmeesters, gebouwd in 2003-2006 op het voormalige terrein van Spijkstaal, heeft als thema ‘rust en onthaasting’. Er is diversiteit aangebracht in de gevels en het straatbeeld, er is een hoge woningdichtheid.[33]
4. Het stadscentrum dat in de jaren 80 was gerealiseerd, ontbeerde een echt herkenningspunt, was te veel versnipperd doordat het destijds in vele deelprojecten was opgedeeld zonder het geheel in de gaten te houden, en het winkelaanbod was te gering in vergelijking met andere gemeenten; kortom er ontbrak identiteit, samenhang en winkelplezier. Om dit op te lossen werden eind jaren 90 plannen gemaakt: Stadsplan 2010 (1998), dat  in 2005 werd herzien in Stadsplan 2020. Daarin besloot de gemeente het centrum zowel kwalitatief (sfeer en uitstraling) als kwantitatief (aantallen winkels) grondig nieuw in te richten, luxere (publiekstrekkende) voorzieningen te bouwen en bestaande (woning)bouw te herontwikkelen. Dit was tevens noodzakelijk gebleken om nieuwe bewoners met midden- en hogere inkomens naar Spijkenisse te trekken, die in de voorgaande decennia grotendeels Spijkenisse links hadden laten liggen. Het stadscentrum ging opnieuw op de schop. Het cultureel centrum, het amfitheater en andere gebouwen in de buurt werden gesloopt, het vrijgekomen gebied werd opnieuw ontwikkeld met nieuwe winkels, veelal met woningen erboven. Aan de rand van het centrum kwamen twee nieuwe, grotere gebouwen, in opvallende architectuur: bibliotheek De Boekenberg (bij de oude Dorpskerk, 2012) en theater De Stoep (tussen de haven en de Schenkelweg, 2014). In 2009 kreeg Spijkenisse een woonboulevard, bij de Groene Kruisweg.
5. De woonwijk De Elementen (2005-2021), direct aan de Oude Maas, werd gericht op midden- en hogere inkomensgroepen.
6. In 2020 werden vijf bouwwerken in Spijkenisse als Gemeentelijke Monument aangemerkt.

Het inwoneraantal stabiliseerde zich rond de 70.000.

### Fotogalerij ontwikkelingen Spijkenisse 1990-2020

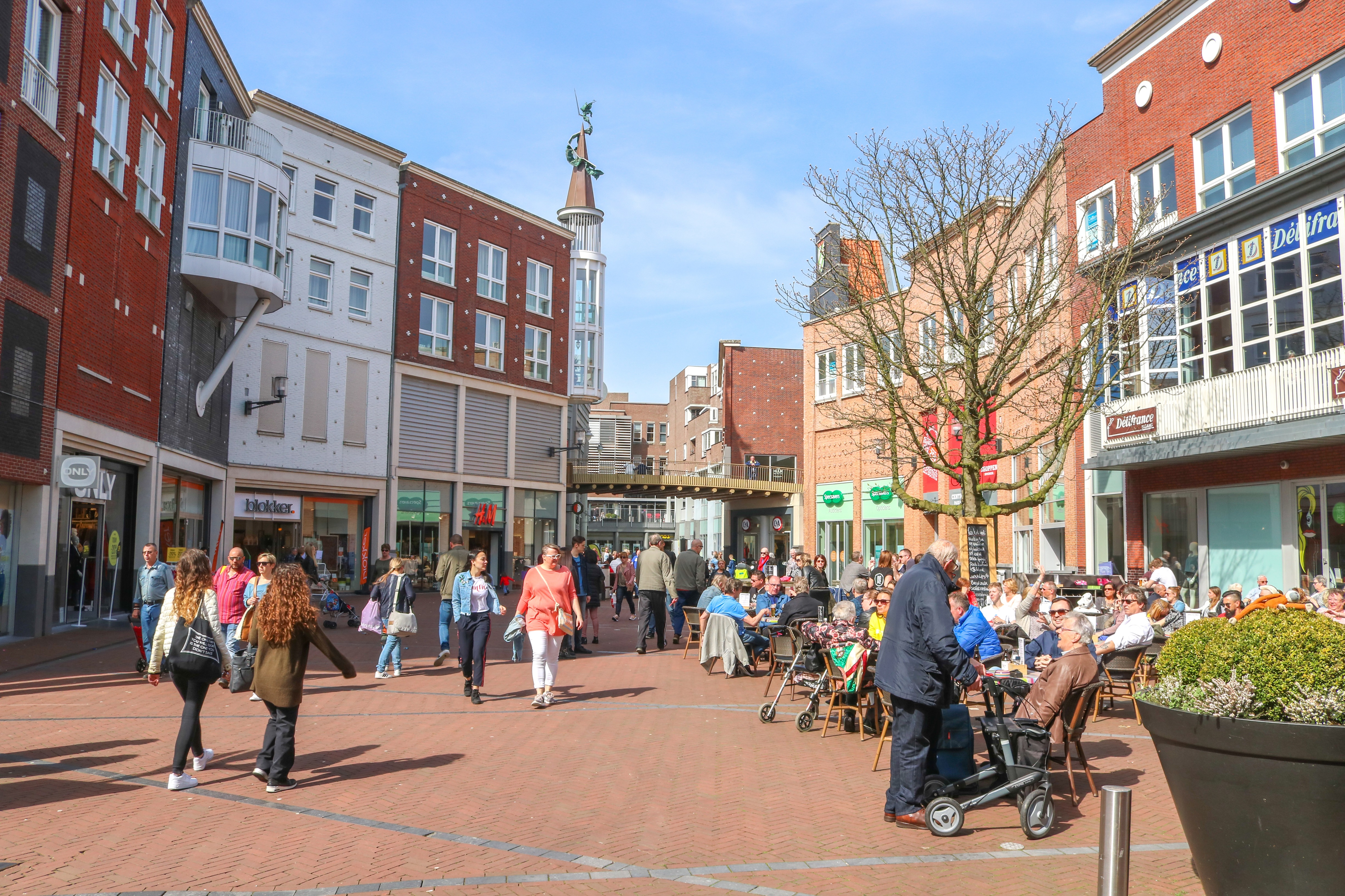
Vernieuwde Breestoep (stadscentrum)
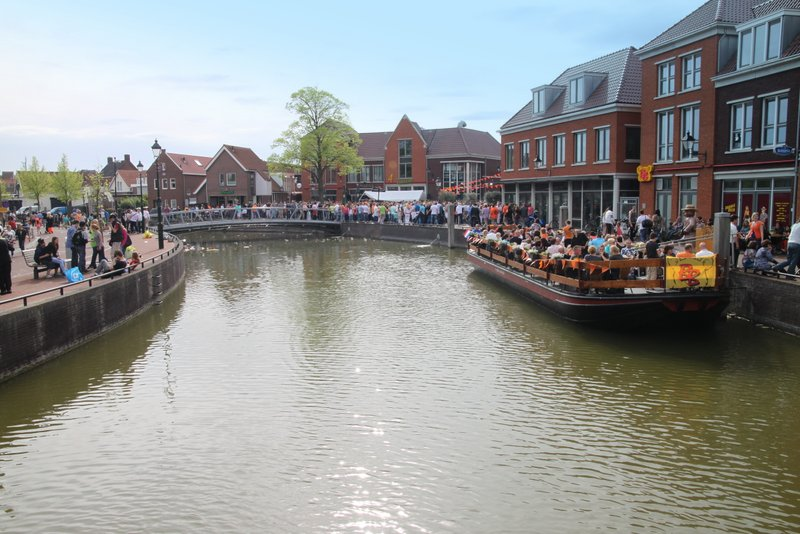
Westkade met horeca (stadscentrum, Haven)
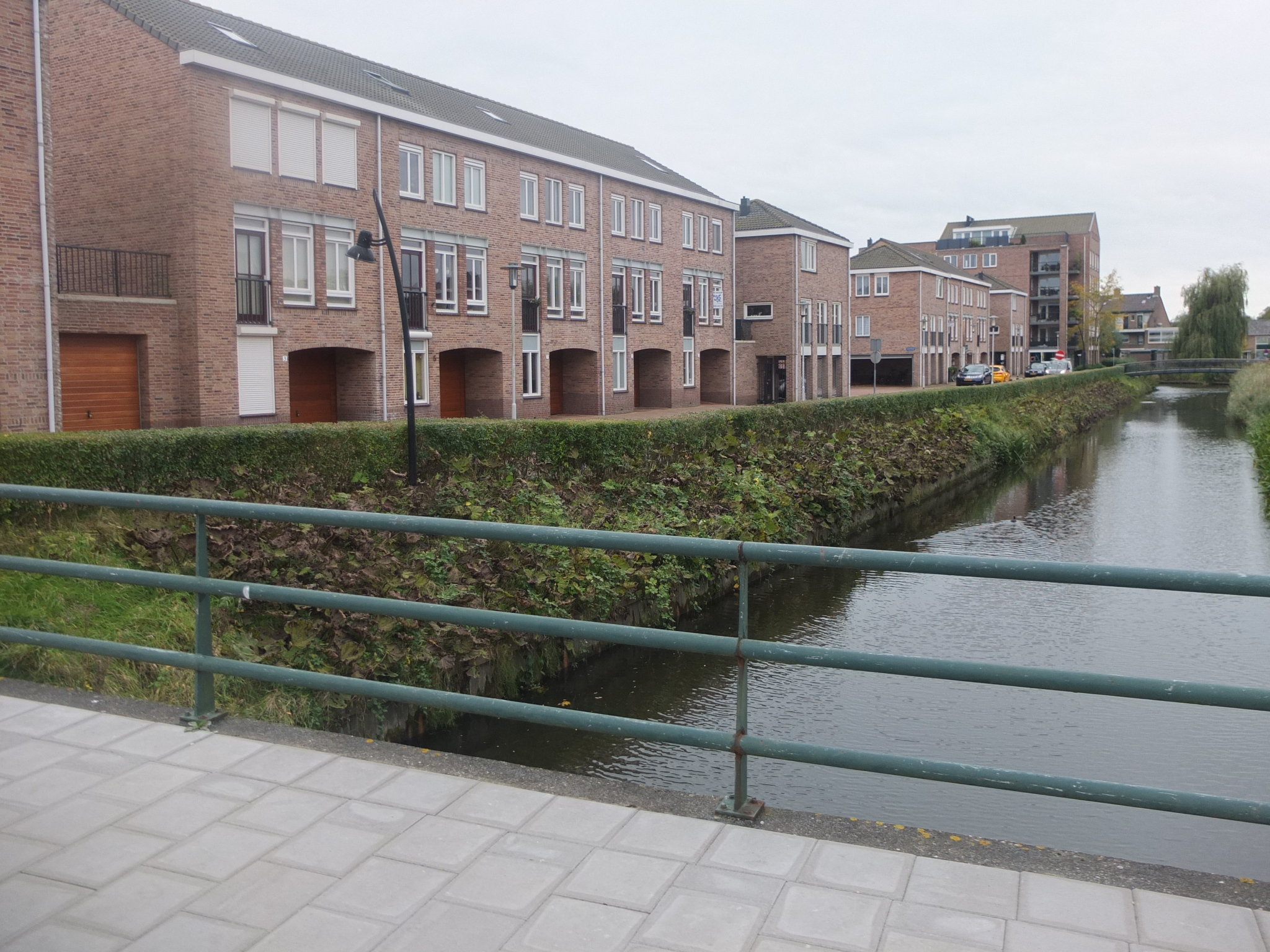
Staalmeesters
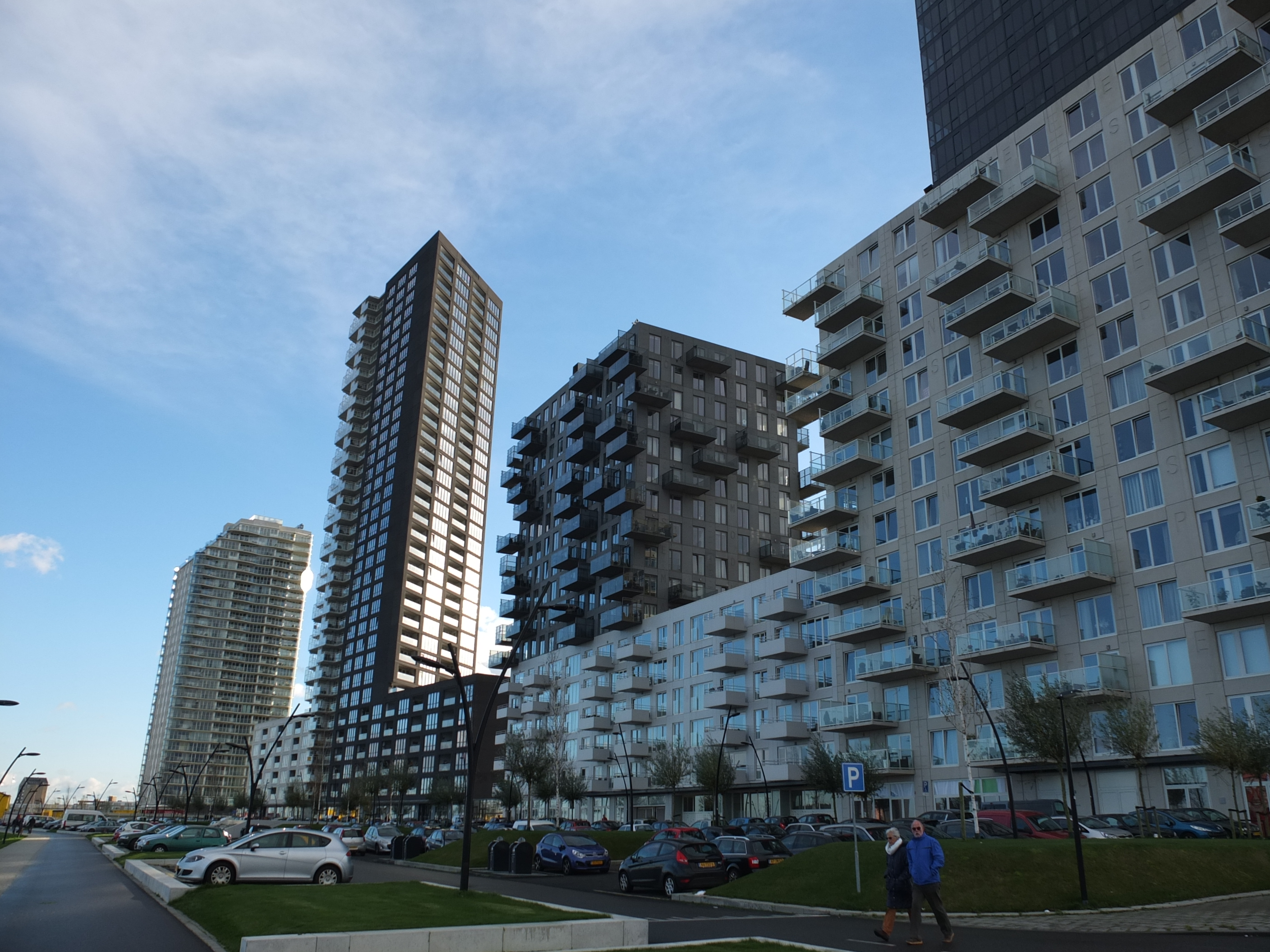
Hoogbouw (2010) aan de Oude Maas
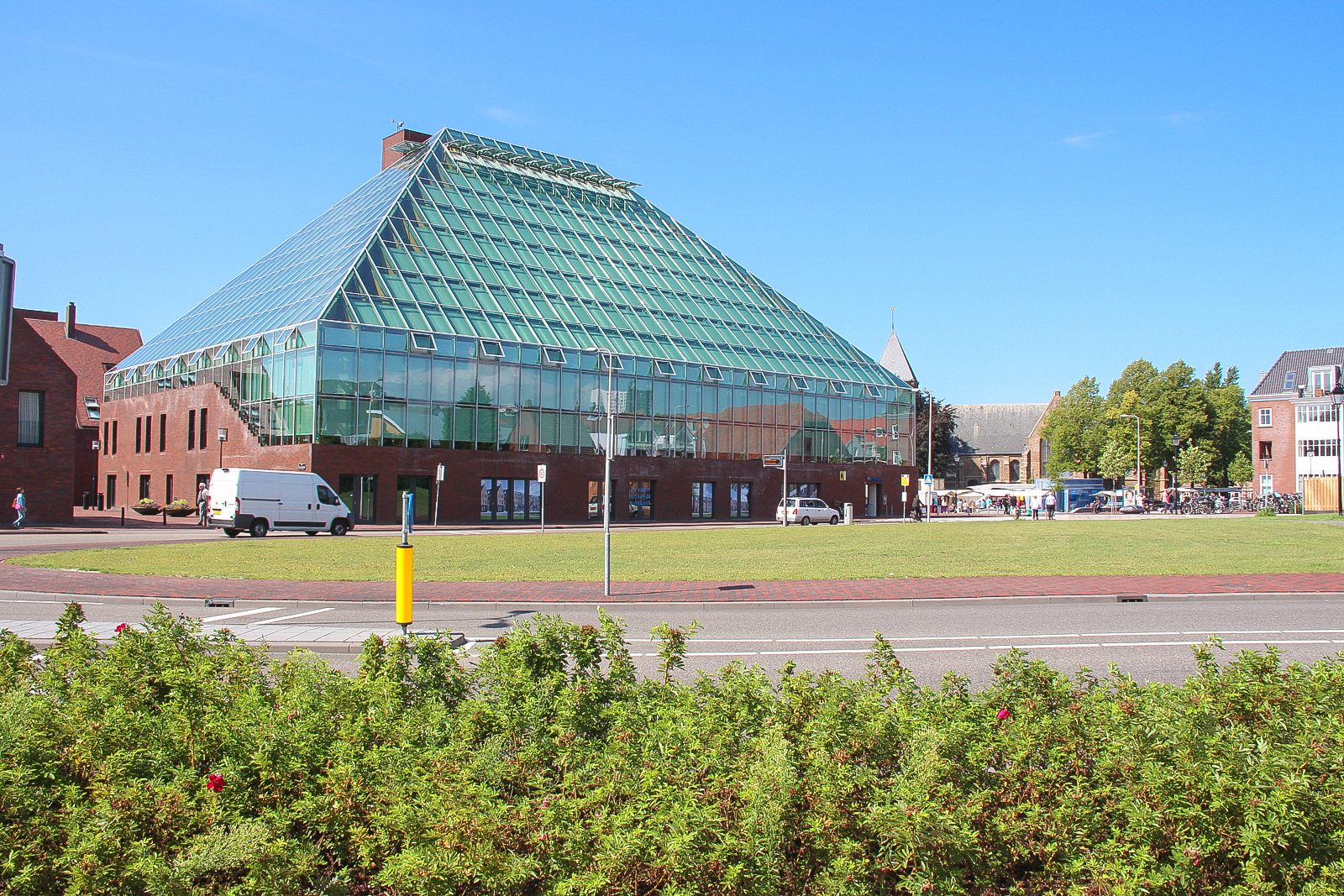
De Boekenberg (2012)
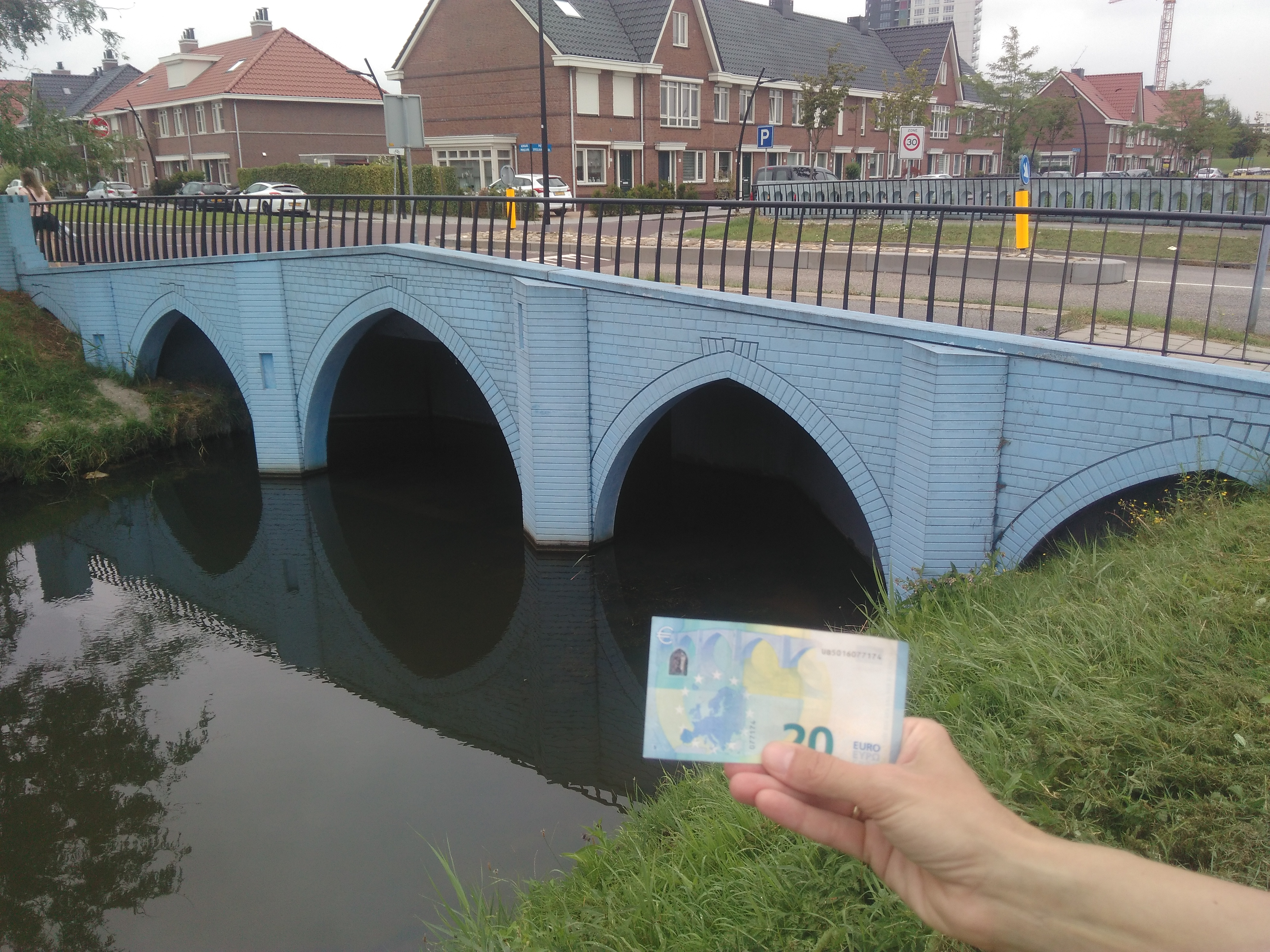
Eurobruggen in De Elementen (2011-2013)
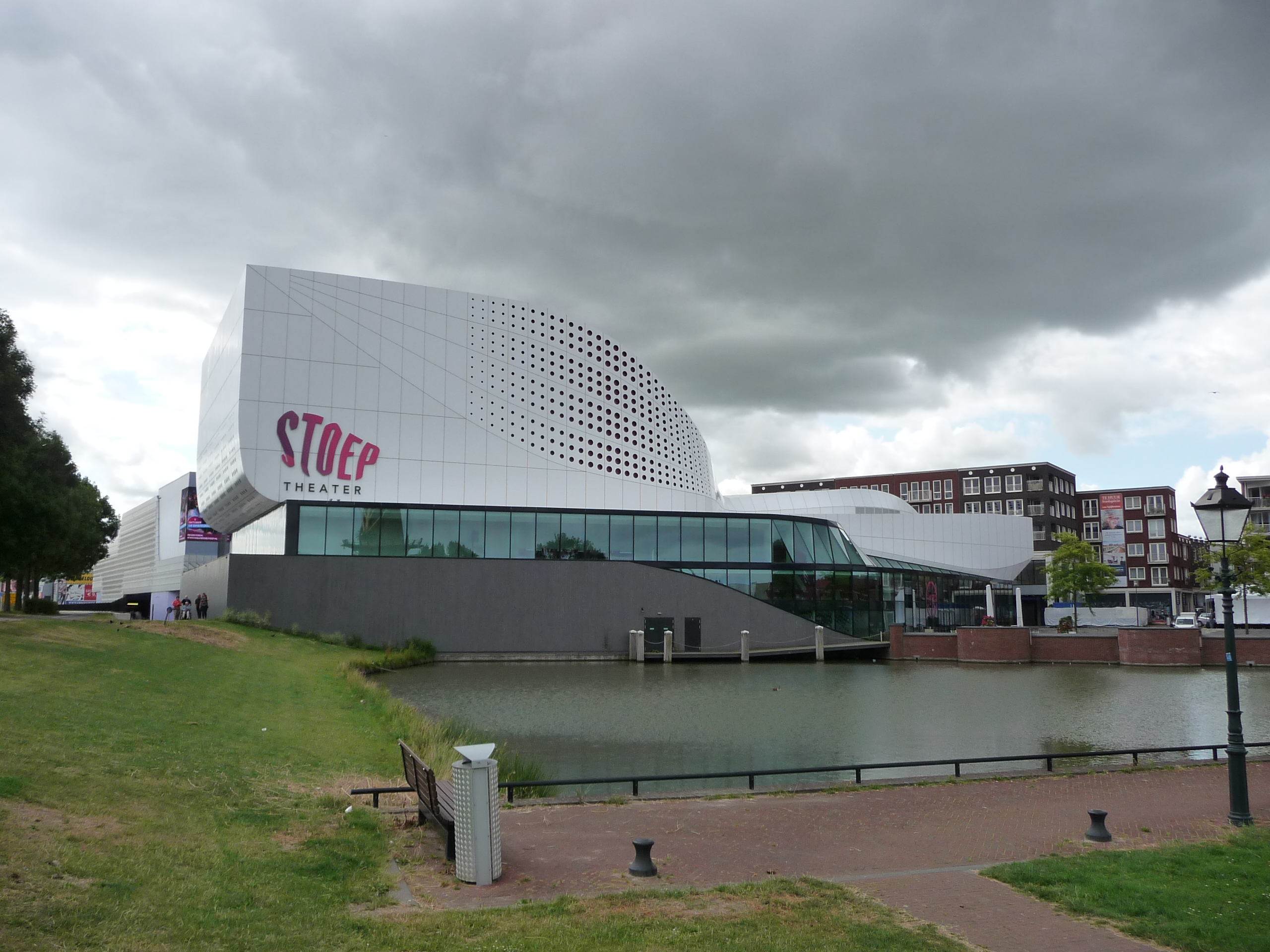
De Stoep (2014), vernieuwde haven met nieuwbouw erachter

### Overzicht visies en plannen
Onderstaande documenten zijn uitgegeven door de Gemeente Spijkenisse in het vermelde jaar, tenzij anders aangegeven. De volgorde is chronologisch.
- Structuurplan 1953
- Ontwikkelingsprogramma 1958
- Structuurplan 1963
- Spijkenisse nu en straks. Wordt dit ons structuurplan? (1972)
- Structuurplan 1973
- Nota Lokaties voor woningbouw 1978-1990 (1978)
- Spijkenisse planmatig bekeken (3 delen? 1990)
- Structuurplan Spijkenisse 1991
- Masterplan Spijkenisse: van groeikern naar volwassen stad (1995)
- Spijkenisse Rijp en Groen (visie op ontwikkeling en beheer van de groenstructuur, 1996)
- Spijkenisse over morgen (deel 1-4, 1998)
- Stadsplan 2010 (1998)
- Centrumplan Spijkenisse 1999
- Stadsplan 2020 (2005)
- Structuurvisie Spijkenisse 2010-2020 (2009)
- Meerjarenvisie Stadscentrum Spijkenisse 2014